# Světové obchodní centrum
Světové obchodní centrum (anglicky World Trade Center, zkráceně WTC) byl komplex sedmi kancelářských budov, který se stal dominantou čtvrti Manhattan v New Yorku ve Spojených státech. Bylo otevřeno 4. dubna 1973 a zničeno v roce 2001 během teroristických útoků dne 11. září. V době svého dokončení byla Dvojčata (Twin Towers) – Severní věž s výškou 417 m a Jižní věž s výškou 415 m – nejvyššími budovami na světě. Mezi další budovy komplexu patřily hotel Marriott World Trade Center (WTC 3, dříve hotel Vista) a kancelářské budovy WTC 4, WTC 5, WTC 6 a WTC 7. Komplex nabízel celkem 1 240 000 m2 kancelářských prostor.
Jádro komplexu bylo postaveno v letech 1966–1975 za 400 milionů dolarů (v přepočtu 2,27 miliardy dolarů k roku 2021). S nápadem na jeho výstavbu přišel David Rockefeller, aby pomohl stimulovat obnovu města na dolním Manhattanu. Realizaci usnadnil jeho bratr Nelson, který podepsal zákon o jeho výstavbě. Budovy komplexu navrhl americký architekt japonského původu Minoru Yamasaki. V roce 1998 se Přístavní správa (Port Authority of New York and New Jersey) rozhodla pro privatizaci a budovy pronajmout soukromé společnosti. V červenci 2001 ji pronajala společnosti Silverstein Properties, založenou Larrym Silversteinem. Během své existence Světové obchodní centrum symbolizovalo globalizaci a ekonomickou sílu Ameriky. Přestože byl jeho design zpočátku kritizován newyorskými obyvateli i různými odborníky, stala se Dvojčata ikonou New Yorku. Měla významnou roli v populární kultuře a podle hrubého odhadu byla zobrazena ve více než 470 filmech. Po útocích z 11. září byly zmínky o komplexu v různých médiích pozměněny nebo vymazány a vzniklo několik desítek vzpomínkových nebo dokumentárních filmů.
Světové obchodní centrum čelilo několika velkým kriminálním a teroristickým incidentům: bombovému útoku 26. února 1993, bankovní loupeži 14. ledna 1998 a nakonec teroristickému útoku 11. září 2001. Ten začal poté, co únosci, napojeni na Al-Káidu, narazili dvěma letadly Boeing 767 do obou věží. V době nárazu se ve Dvojčatech nacházelo odhadem 16 400 až 18 000 lidí. Požáry vzniklé při nárazech byly zesíleny hořícím leteckým palivem, což spolu s počátečním poškozením konstrukčních sloupů budov nakonec způsobilo zřícení obou věží. Při útocích zahynulo 2 606 lidí ve věžích nebo v jejich blízkosti a také všech 157 lidí na palubě obou letadel. Padající trosky věží spolu s požáry, které trosky iniciovaly v několika okolních budovách, vedly k částečnému nebo úplnému zhroucení všech budov komplexu WTC včetně vzdáleného mrakodrapu č. 7 a způsobily katastrofální škody na dalších 10 velkých stavbách v okolí.
Proces obnovy na místě Světového obchodního centra trval dlouhých osm měsíců, během nichž byly demolovány zbytky ostatních poškozených budov a vyvezeny všechny trosky. Dne 30. května 2002 byl slavnostně odstraněn poslední kus oceli z WTC. Počínaje rokem 2004 vzniká nový komplex Světového obchodního centra se šesti novými mrakodrapy a několika dalšími budovami, z nichž mnohé jsou již dokončeny. Byl otevřen památník a muzeum na počest nevinným obětem a architektonickému gigantu, nový dopravní uzel a park. Uprostřed památníku leží dva čtvercové „bazény“ označující místa, kde stála Dvojčata. One World Trade Center, nejvyšší budova na západní polokouli o výšce 541 m (1776 stop) a hlavní budova nového komplexu, byla dokončena v květnu 2013 a otevřena v listopadu 2014.

## Vznik a umístění Světového obchodního centra
Myšlenka zřídit v New Yorku Světové obchodní centrum, aby město hrálo významnou roli v transatlantickém obchodu, se poprvé zrodila už v roce 1943. Zákonodárný sbor státu New York schválil zákon, který pověřil newyorského guvernéra Thomase E. Deweyho, aby zahájil přípravu na tento projekt, ale plány byly v roce 1949 pozastaveny.
Po druhé světové válce se Spojeným státům dařilo po ekonomické stránce a rostl mezinárodní obchod. V té době, koncem 40. a v 50. letech 20. století, se hospodářský růst v New Yorku týkal zejména centrálního Manhattanu, což bylo částečně způsobeno Rockefellerovým centrem, které bylo vybudováno ve 30. letech 20. století. Pro obnovu města na dolním Manhattanu americký podnikatel David Rockefeller, který usiloval o revitalizaci této části města a v roce 1958 založil sdružení Downtown-Lower Manhattan Association (DLMA), proto opětovně navrhl, aby nakonec právě zde Port Authority (Přístavní správa New Yorku a New Jersey, PANYNJ) postavila ikonické obchodní centrum.

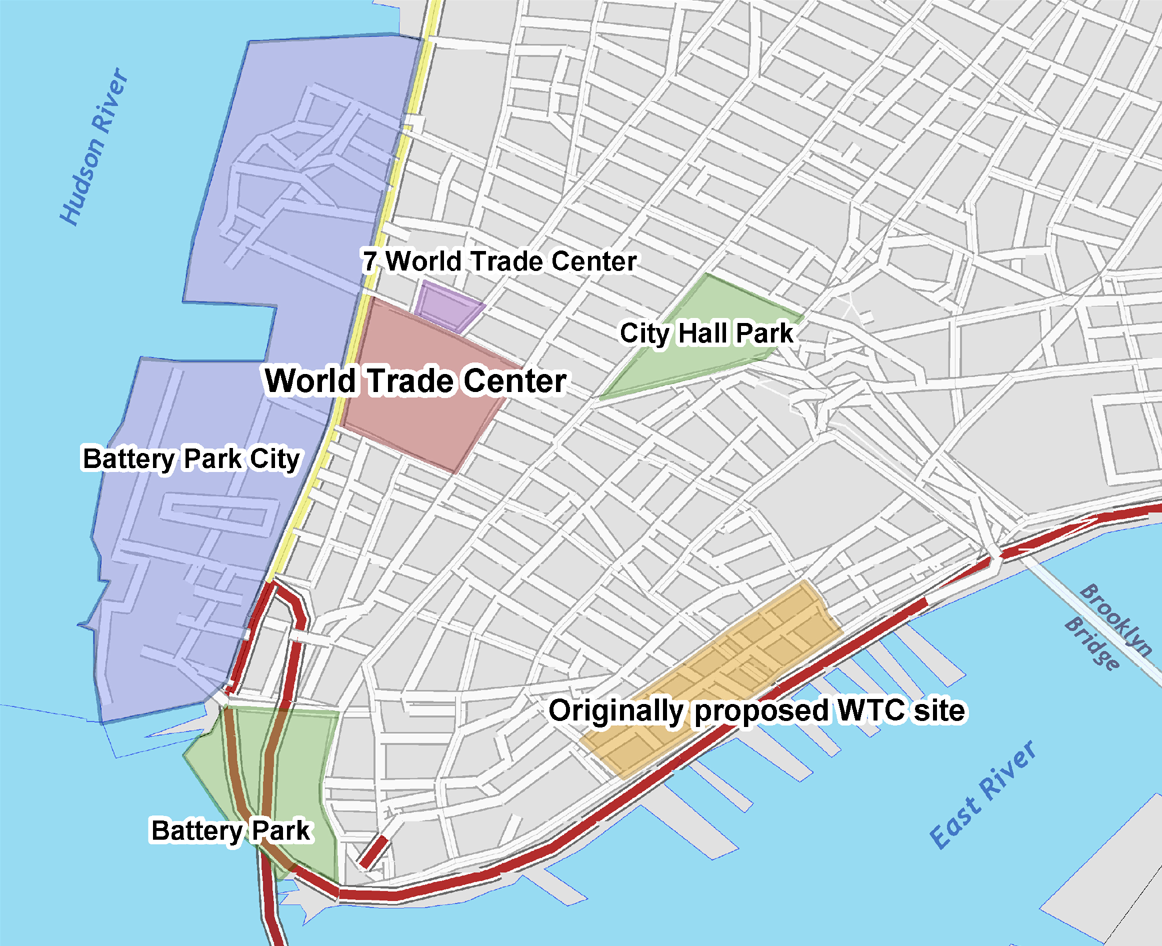
Umístění Světového obchodního centra (červeně) a původně navrhované místo (oranžově)

Plány na odstranění obchodů ve čtvrti Radio Row, v níž se nacházelo hlavně několik obchodů s elektronikou, ohraničené ulicemi Vesey, Church, Liberty a West začaly v roce 1961, kdy se Port Authority of New York and New Jersey (PANYNJ) rozhodovala o výstavbě prvního Světového obchodního centra. V úvahu padly dvě možnosti: umístit jej na východní stranu dolního Manhattanu poblíž South Street Seaport, nebo na západní stranu poblíž stanice Hudson and Manhattan Railroad (H&M), Hudson Terminal. První plány vypracované architektonickým studiem SOM, zveřejněné v lednu 1960, určily pro Světové obchodní centrum místo podél East River. Původně se počítalo s plochou nízkopodlažní až 275 metrů dlouhou budovou World Trade Mart, v níž měly byt situovány výstavní a prodejní prostory, k níž náležel 50 až 70patrový mrakodrap, v jehož horní části měl být vybudován hotel. Jako dvoustátní agentura vyžadovala Port Authority pro nové projekty souhlas guvernérů New Yorku i New Jersey. S nesouhlasem přišel guvernér státu New Jersey Robert B. Meyner, kterému se nelíbilo, že by měl být New Yorku umožněn projekt v hodnotě 335 milionů dolarů. Ke konci roku 1961 se jednání s odstupujícím guvernérem státu New Jersey dostalo do slepé uličky a celý projekt WTC byl odložen na neurčito.
V té době se počet cestujících na železnici H&M v New Jersey výrazně snížil – ze 113 milionů v roce 1927 na 26 milionů v roce 1958 – poté, co byly přes řeku Hudson otevřeny nové tunely a mosty pro automobily. V prosinci 1961 se sešel ředitel Port Authority Austin J. Tobin s nově zvoleným guvernérem New Jersey Richardem J. Hughesem, jenž se už od počátku stavěl k projektu WTC mnohem vstřícněji, a nabídl mu, že převezme železnici H&M. Rozhodli se také přesunout projekt Světového obchodního centra na staveniště Hudson Terminal na západní straně dolního Manhattanu, což byla výhodnější poloha pro dojíždějící z New Jersey. Díky novému umístění a převzetí železnice H&M souhlasil stát New Jersey s podporou projektu Světového obchodního centra. V rámci dohody Port Authority přejmenoval dráhu H&M na „Port Authority Trans-Hudson“, zkráceně PATH.

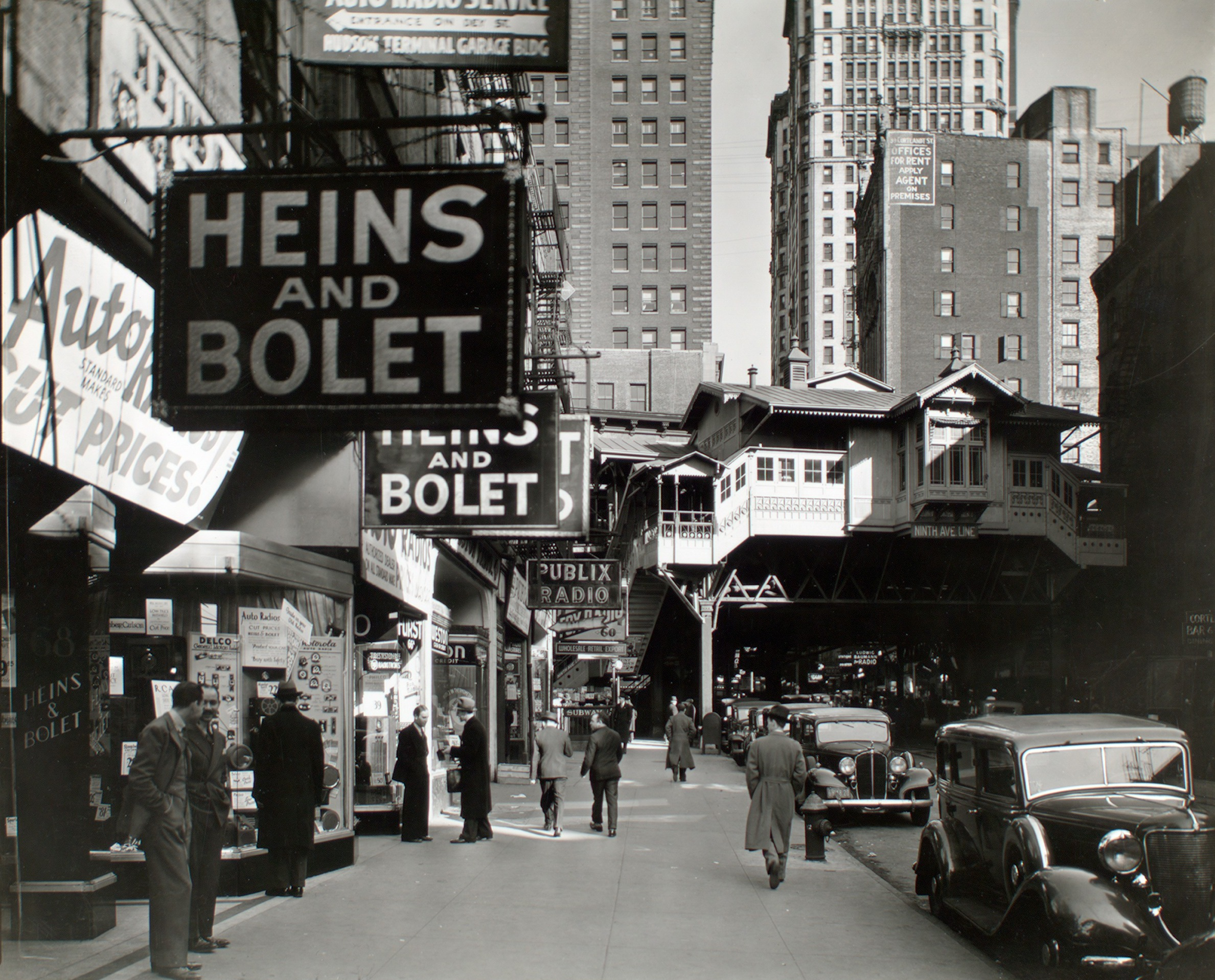
Světové obchodní centrum bylo postaveno na místě manhattanského Radio Row

Všem majitelům podniků v Radio Row, bez ohledu na to, jak dlouho zde působili či jak prosperovali, věnovala Přístavní správa 3000 dolarů jako kompenzaci za jejich vystěhování. S výkupem nemovitostí v oblasti pro Světové obchodní centrum začala Přístavní správa v březnu 1965 a ve stejný měsíc o rok později započala demolice čtvrti Radio Row. Do konce téhož roku byla kompletně zbourána.
Schválení bylo nutné také od starosty New Yorku Johna Lindsaye a newyorské městské rady. Neshody s městem se týkaly především daňových otázek. Dne 3. srpna 1966 bylo dosaženo dohody, podle níž bude Přístavní správa, místo daní, každoročně platit městu za část Světového obchodního centra pronajatou soukromým nájemcům (cca 40 % všech kancelářských ploch WTC). V následujících letech se platby zvyšovaly s tím, jak se zvyšovala sazba daně z nemovitostí. Zbývajících zhruba 60 % kanceláří bude za dohodnutou „netržní“ cenu pronajato státním a federálním úřadům.
Zpočátku komplex a zejména dvojice věží nedokázala přilákat očekávanou klientelu. V prvních letech se klíčovými nájemníky Světového obchodního centra staly různé vládní úřady a organizace. Teprve až v 90. letech byla dvojčata solidně obsazena a své kanceláře v nich mělo přes 500 organizací.

## Design, konstrukce, výstavba a kritika

### Design a konstrukce
Dne 20. září 1962 oznámil Port Authority výběr Minoru Yamasakiho (Yamasaki Associates) jako hlavního architekta a Emeryho Rotha & Sons jako přidružených architektů. Yamasaki navrhl dvě téměř identické věže. Podle jeho původního plánu měly mít věže 80 pater, ale aby splnily požadavek Přístavního úřadu na 930 000 m2 kancelářských ploch, musela mít každá z budov 110 pater.
Yamasakiho návrh Dvojčat, který byl veřejnosti představen 18. ledna 1964, počítal s masivním čtvercovým půdorysem o rozměru přibližně 63 × 63 m, konstantním po celé jejich výšce, a se zkoseným nárožím pod úhlem 45° (2,11 m). Exteriér mrakodrapů byl tak nakonec široký zhruba 64 m. Budovy byly navrženy s úzkými kancelářskými okny o šířce 46 cm (dle některých zdrojů 50,2 cm) a výšce od 221 do 297 cm (celkem 43 600 oken; každá z věží 21 800), což odráželo Yamasakiho strach z výšek a zároveň jeho snahu, aby se nájemníci cítili bezpečně. Jeho návrh zahrnoval také fasády budov obložené hliníkovou slitinou. Okna tak zakrývala pouze 30 % vnějšího povrchu budov, kvůli čemuž věže z dálky vypadaly jako obdélníkové krabice složené z pevných kovových desek a působily masivně. Světové obchodní centrum bylo jednou z nejvýraznějších amerických realizací Le Corbusierovy architektonické etiky a bylo zásadním vyjádřením Yamasakiho gotických modernistických tendencí. Inspiroval se také islámskou architekturou, jejíž prvky do návrhu budovy zakomponoval, neboť předtím, se společností Saudi Binladin Group, navrhl saúdskoarabské mezinárodní letiště Dhahrán.
Hlavním omezujícím faktorem výšky budovy je otázka výtahů; čím vyšší budova je, tím více výtahů je potřeba k její obsluze, což vyžaduje více prostoru. Yamasaki se společně s inženýry rozhodli použít tehdy celkem nový systém se dvěma „nebeskými lobby“ – patry, kam člověka dopravil velkokapacitní expresní výtah, který zastavoval pouze na úrovni tzv. sky lobby (bez zastávky) a odkud pak mohl člověk nastoupit do lokálního výtahu. Tento systém, inspirovaný provozem místních expresních vlaků používaných v newyorském metru, umožňoval při projektu stohovat lokální výtahy v rámci jedné výtahové šachty. Díky těmto nebeským halám umístěným na 44. a 78. patře každé věže se zvýšil využitelný prostor v každém patře budovy z 62 na 75 %, protože se snížil počet výtahových šachet. Severní i Jižní věž pojmula 23 expresních rychlovýtahů, 72 lokálních výtahů a ještě čtyři nákladní, dohromady tedy 99 výtahů. Expresní výtahy měly  maximální kapacitu 55 osob a nosnost 4,5 t. Denně vykonaly na 450 000 jízd. Do nejvyššího podlaží se člověk mohl dostat za 58 sekund maximální rychlostí 8,1 (8,2) m/s neboli 29,16 či 29,60 km/h (dle jiných zdrojů možná až 10,2 m/s neboli 36,72 km/h). V každé z obou věží bylo k dispozici také 16 eskalátorů.

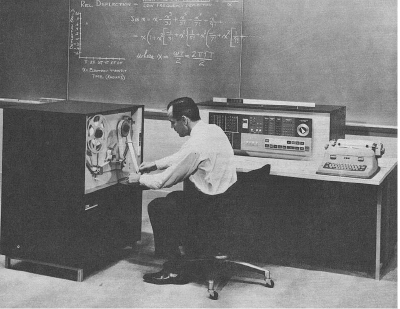
Ve své době moderní technický počítač IBM 1620, který inženýrům výrazně usnadnil práci při plánování staveb a pomohl se složitými výpočty

Na realizaci Yamasakiho návrhu spolupracovala stavební inženýrská firma Worthington, Skilling, Helle & Jackson, která vyvinula rámový trubkový konstrukční systém použitý ve věžích, a také statik Leslie Robertson z Leslie E. Robertson Associates či John Skilling z W. H. Witt Company. Dále zde působilo inženýrské oddělení Port Authority, jako elektroinženýři Joseph R. Loring & Associates a jako strojní inženýři Jaros, Baum & Bolles Consulting Engineers (JB&B). Generálním dodavatelem projektu World Trade Center byla společnost Tishman Realty & Construction Company. Na projekt dohlíželi Guy F. Tozzoli, ředitel oddělení světového obchodu v Port Authority, a Rino M. Monti, hlavní inženýr Port Authority. Jako mezistátní agentura nepodléhala Port Authority místním zákonům a předpisům města New York, jakož i stavebním předpisům. Stavební inženýři Světového obchodního centra se přesto řídili návrhy nových stavebních předpisů města New York z roku 1968. Ohromný projekt si vyžádal revoluční technologie. Inženýři měli k dispozici nová zařízení, která jejich předchůdci neměli. Kanceláře byly vybavené obrovskými počítači určenými jen pro jejich potřebu (např. stolním technickým počítačem IBM 1620). Díky tomu byli schopni provádět analýzy, jaké dříve nebyly možné.

Uspořádání podlaží a výtahů ve věžích WTC

Konstrukce s rámovými trubkami, kterou v 60. letech 20. století představil bangladéšsko-americký stavební inženýr Fazlur Rahman Khan, umožňovala otevřenější půdorysy a mnohem nižší spotřebu oceli (až o 40 %), než tradiční konstrukce, ve které jsou rozloženy sloupy po celém interiéru, aby nesly zatížení budovy. Každá z věží Světového obchodního centra měla 236 vysokopevnostních, nosných obvodových ocelových sloupů coby Vierendeelovy příhradové nosníky. Obvodové sloupy byly rozmístěny těsně vedle sebe a tvořily pevný a tuhý stěnový plášť, který přenášel prakticky všechna boční zatížení, například zatížení větrem, a sdílel gravitační zatížení se sloupy jádra. Obvodová konstrukce obsahující 59 komorových sloupů (s obdélníkovým průřezem 34,3 × 35,6 cm a osově vzdálených zhruba jeden metr) na každé ze čtyř stran byla zkonstruována s rozsáhlým využitím prefabrikovaných modulárních dílců, z nichž každý se skládal ze tří sloupů o výšce tří pater (šířky 3,05 m, standardní výšky 10,98 m a hmotnosti 22 t, přičemž ve spodních patrech některé dílce měřily na výšku 17 m a vážily 54 t), spojených masivními vodorovnými parapetními plechy. Na Severní a Jižní věž bylo dohromady potřeba 6 000 těchto stěnových segmentů. Parapetní desky byly ke sloupům přivařeny, aby se modulární dílce vytvořily mimo staveniště ve výrobní dílně. Sousední moduly byly sešroubovány, přičemž spoje se vyskytovaly v polovině rozpětí sloupů a parapetních desek. Plechy byly umístěny v každém podlaží, vytvářely ve statickém a konstrukčním smyslu příčle stěnových rámů a přenášely smykové napětí mezi jednotlivými sloupy, což jim umožnilo spolupracovat při odolávání bočnímu zatížení. Spoje mezi moduly byly vertikálně odstupňovány, takže spoje sloupů mezi sousedními moduly nebyly ve stejném podlaží. Pod 7. podlažím až k základům bylo méně obvodových sloupů s většími rozestupy, aby se zde mohly umístit vstupní otvory.
Obě věže měly středové jádro, v němž se nacházely výtahové šachty, různé další technické systémy, toalety, tři schodiště a jiné pomocné prostory. Tvořilo obdélníkový prostor o rozměru 26,8 × 42 m a obsahovalo 47 ocelových sloupů, které se táhly od skalního podloží až k vrcholu věže, přičemž v dolní části (od podzemních podlah do prvních nadzemních pater) mělo až 78 sloupů. Od 66. patra výše byly sloupy jádra zúžené (jejich průřezová plocha). Skládaly se ze svařených krabicových profilů ve spodních patrech a válcovaných širokých přírubových profilů v horních patrech. Ve spodní části budov do 44. podlaží, kde se nacházelo nižší sky lobby, měla většina sloupů dvojkomorový profil 558 × 1371 mm, tloušťka plechu byla 127 mm. Ve střední části budovy do 78. podlaží, kde bylo vyšší sky lobby, měly sloupy průřez 482 × 1117 mm a v nejvyšším úseku budovy už jen jednokomorový průřez 406 × 914 mm s tloušťkou plechu 51 mm. Jádro bylo obalené sádrokartonem, příčkami s několika vrstvami sádry, aby do určité míry odolaly požáru. Velký prostor bez sloupů mezi obvodem a jádrem byl překlenut prefabrikovanými podlahovými vazníky. Podlahy (či stropy) nesly vlastní hmotnost i živá zatížení. Zajišťovaly boční stabilitu obvodových stěn a rozkládaly zatížení větrem. Podlahy se skládaly z desek z lehkého betonu o tloušťce 10 cm položených na drážkovanou ocelovou palubu (od 9. patra výše), přičemž stropní konstrukce technických podlaží nesoucí těžká zařízení (tj. 41./42., 75./76. a 108./109. NP) byly zesíleny a jejich spřahující betonová deska měla v tomto případě 12,7 cm. Silnější byly i na podlažích 44. a 78., kde se nacházelo sky lobby. Betonovou vrstvu podpíral rošt z lehkých přemosťujících příhradových vazníků a hlavních příhradových vazníků. Pro širší kancelářské prostory musel stropní prvek překlenout šířku 18 m (přesně 18,3 m), v případě užší plochy 11 m (přesně asi 10,7 m), v závislosti na orientaci vůči jádru. Vazníky se připojovaly k obvodu na střídavých sloupech. K vnějšímu obvodu (resp. k parapetním deskám) podlahy byly připojeny mj. pomocí viskoelastických tlumičů. Ocelový plášť zajišťoval stabilitu budovy ze 40 %, jádro z 60 %. Pro spodní segmenty věží byla použita ocel pevnosti 670 MPa, nejvýše umístěná ocel měla pevnost 260 MPa. Šlo o vysoce  kvalitní konstrukční ocel certifikovanou laboratořemi Underwriters Laboratories (UL) podle normy ESTM E119.

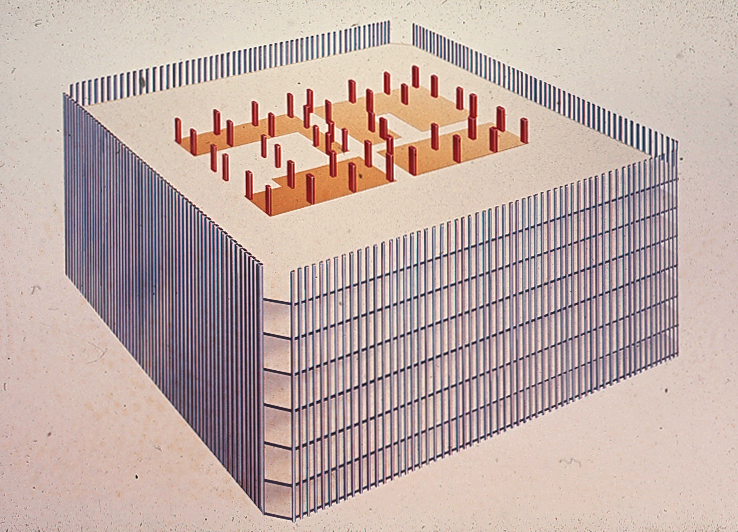
Konstrukce věží; vnější plášť, podlaží a středové jádro s viditelnými sloupy (oranžově)
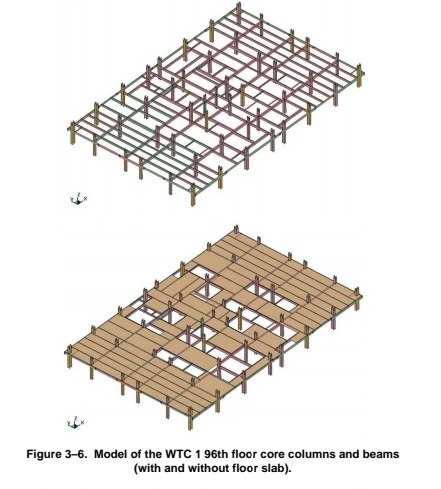
Jádro Severní věže v 96. patře – typická konfigurace podlahové konstrukce
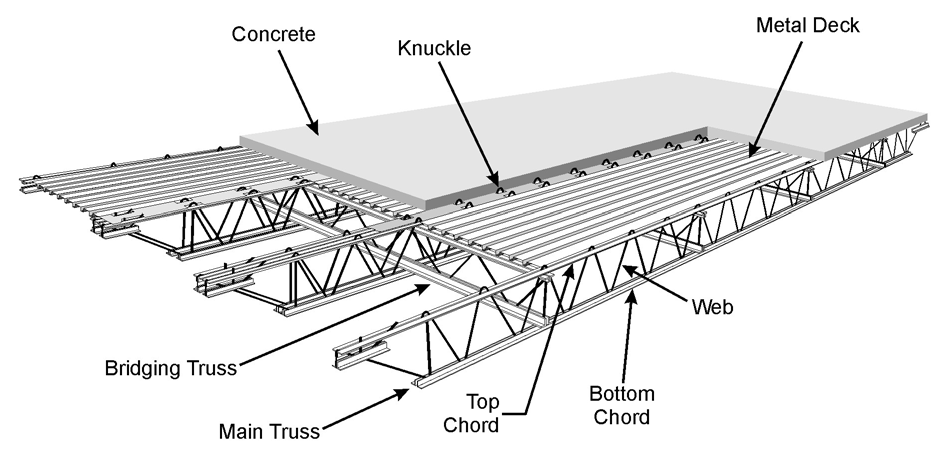
Schéma prefabrikovaného kompozitního podlahového příhradového systému
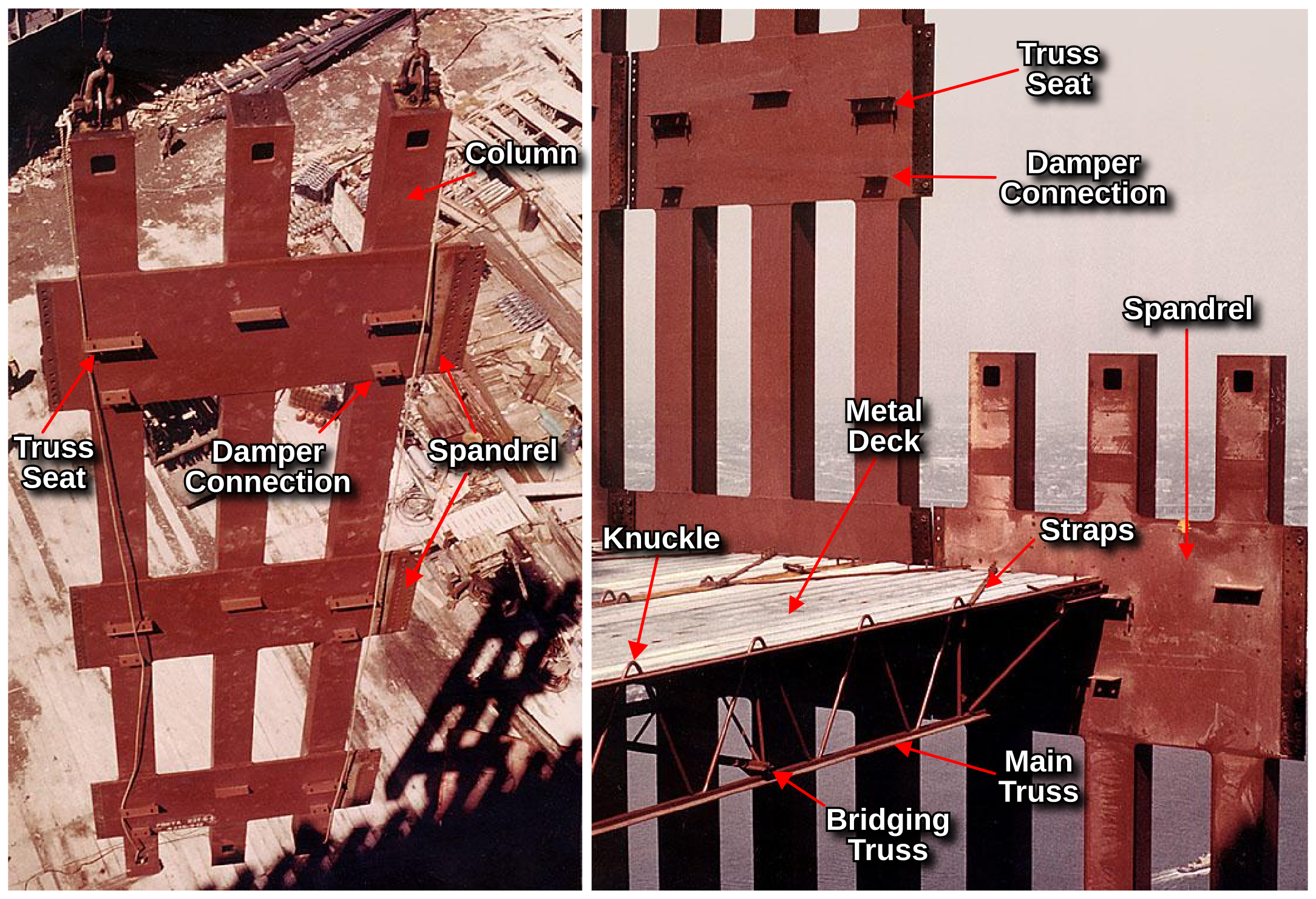
Obvodová sestava (plášť) a napojení na podlahovou konstrukci

Poměrně smutnou zajímavostí je, že před rokem 1968 by musela mít Dvojčata, vzhledem ke svým rozměrům, nejméně šest únikových schodišť, zatímco podle nových standardních norem stačila pouze tři, což se později, 11. září, podepsalo na úmrtí mnoha civilistů uvězněných ve vrchních patrech věží, kteří se kvůli zcela zničeným nebo zablokovaným schodištím nemohli evakuovat z budovy. V případě většího počtu schodišť mohla být situace odlišná. Později se také ukázalo, že s ohledem na kvantitu osob pravidelně se nacházejících v každé z věží (zhruba 20–25 000 lidí) byla tři schodiště naprosto nedostačující (nepočítalo se s kumulací lidí po výšce). Pokud by k útoku došlo o něco později (např. v odpoledních hodinách) a byly by věže plně obsazené, zahynulo by patrně až 14 tisíc lidí, protože by se do kolapsu budov zkrátka nestihli evakuovat (tvořily by se extrémně dlouhé fronty). Výpočty naznačují, že evakuace tolika osob by trvala déle než tři hodiny, přičemž TT se zřítily za méně než dvě hodiny. Za určité štěstí lze tedy považovat to, že v okamžicích nárazu (v 8.46 a 9.03 hodin místního času) se v každé věži nacházelo přibližně „jen“ 8500 lidí a tak drtivá většina z nich (nacházejících se zejména pod místy nárazu – celkem asi 87 % lidí) stihla budovy opustit.

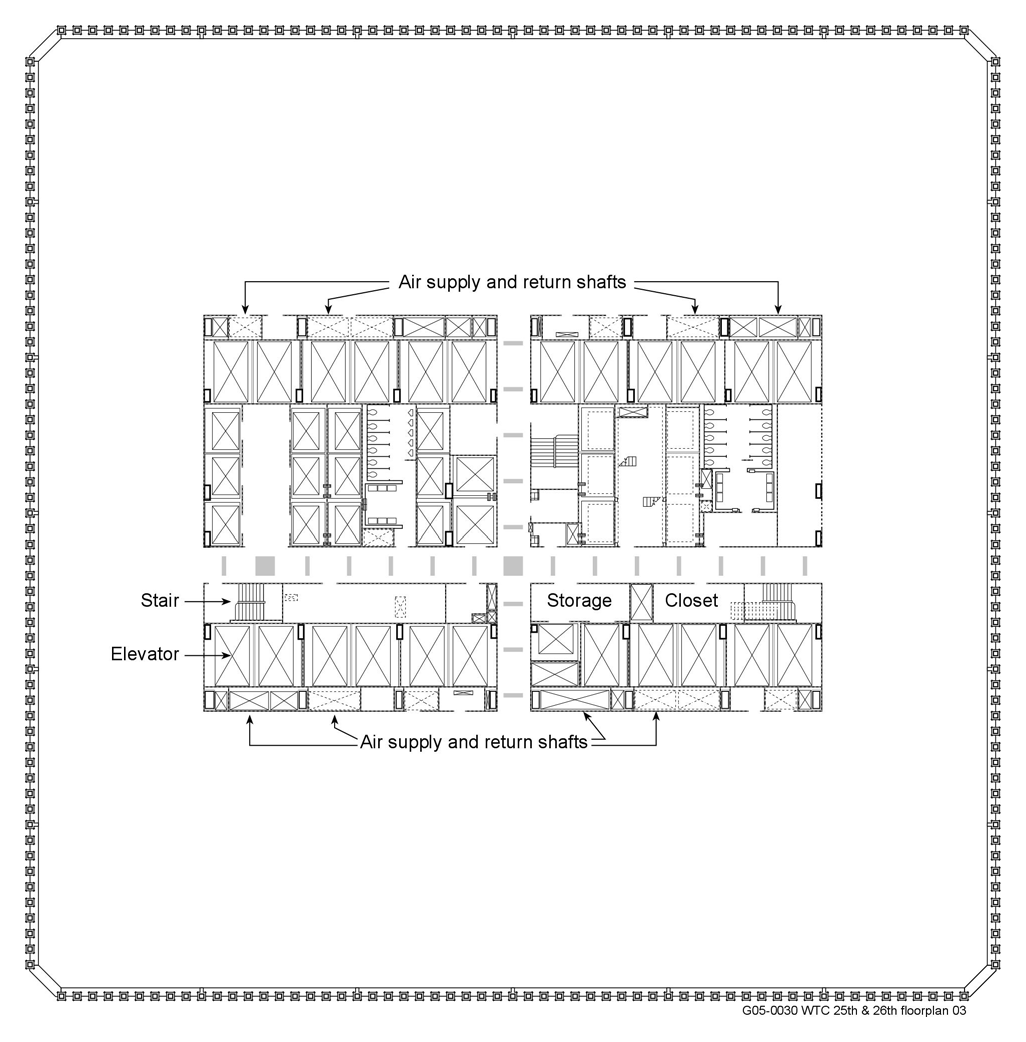
Půdorysné schéma věží: v samotném středu se nachází jádro (47 sloupů), následuje volný prostor (bez opěrných sloupů) a celé to uzavírá ocelová obálka tvořená hustou sítí „pseudo“ sloupů (rámových sestav – tzv. Vierendeelův nosník)

Mezi pláštěm a jádrem vznikl poměrně široký volný prostor, kterým nevedly žádné opěrné sloupy. Vnější obálka byla s pevným jádrem coby vnitřní obálkou spojena pouze podlahovou/stropní konstrukcí. Z praktického hlediska se jednalo o velmi vhodné řešení, které jednak dopřálo více prostoru a jednak umožnilo libovolně přestavovat kancelářská podlaží dle potřeb nájemníků (nepřekážely žádné sloupy, tzv. „open space“). Užitná plocha podlaží v obou budovách byla 3 700 m2 (díky jejich konstantnímu tvaru stejná po celé výšce), celkově tedy nabízely 350 000 m2 kancelářských prostor. Standardní konstrukční výška nadzemního podlaží byla 3,66 m, světlá výška kanceláří 2,44 m.

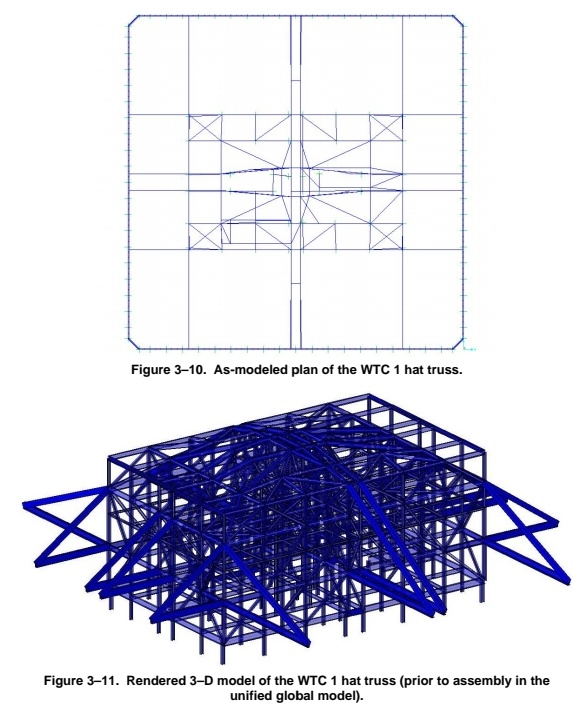
Schéma kloboukového příhradového vazníku

Kloboukové příhradové vazníky (neboli „výložníkové vazníky“) umístěné od 107. patra až po vrchol budov byly navrženy tak, aby unesly vysokou komunikační anténu. Příhradový systém se skládal z šesti příhradových vazníků podél dlouhé osy jádra a čtyř podél krátké osy. Tato příhradová soustava umožňovala určité přerozdělení zatížení mezi obvodovými sloupy a sloupy jádra a podpírala vysílací stožár. Nakonec byla anténou vybavena pouze Severní věž (WTC 1), na jejíž střechu byla instalována v květnu 1979. Telekomunikační stožár s všesměrnou anténou byl dlouhý 110 m a budovu tak vyzdvihl do celkové výšky 527 m. Kromě této konstrukce nesla střecha ještě širokou škálu menších vysílacích antén rozmístěných různě po ploše. Panovaly totiž obavy, že vysoké struktury věží zasáhnou do signálů stanic přenášených z Empire State Building. Architekt Minoru Yamasaki se urputně stavěl proti instalaci stožáru a tvrdil, že by mohl narušit symetrii Dvojčat a tím i siluetu centra Manhattanu. Jeho prosby sice nebyly vyslyšeny, ale různé soudní spory projekt deset let zdržely, přičemž k prvnímu vysílání došlo až v červnu 1980. V roce 1999 byl stožár zmodernizován, aby vyhovoval digitálnímu vysílání (DTV). Po útocích z 11. září 2001 bylo vysílací zařízení pro rozhlasové a televizní stanice přesunuto zpět na Empire State Building.

Rámová trubková konstrukce s ocelovým jádrem a obvodovými sloupy chráněnými stříkaným nehořlavým materiálem vytvořila relativně lehkou kostru, která se v reakci na vítr více kmitá ve srovnání s tradičními konstrukcemi, jako v případě budovy Empire State Building, která má silné a těžké zdivo pro protipožární ochranu ocelových konstrukčních prvků. Během procesu navrhování byly provedeny zkoušky ve větrném (aerodynamickém) tunelu, aby se stanovily návrhové tlaky větru, kterým by mohly být věže Světového obchodního centra vystaveny, a reakce konstrukce na tyto síly. K tomu musely být vytvořeny věrohodné zmenšeniny (modely) mrakodrapů a jejich blízkého okolí (okolních budov a jejich přesného uspořádaní). Výsledné zjištění napomohlo mj. ke správné (resp. k nejlepší možné) orientaci jader – u WTC 1 delší stranou od západu na východ, v případě WTC 2 směrem od severu na jih). Byly také provedeny pokusy, aby se vyhodnotilo, jak velké kmitání budovy mohou obyvatelé snést; mnoho osob, kterých se zkoušek účastnilo, však pociťovalo závratě a jiné nepříjemnosti. Jeden z hlavních inženýrů Leslie Robertson spolupracoval s kanadským inženýrem Alanem G. Davenportem na vývoji viskoelastických tlumičů, které by absorbovaly část kymácení. Tyto viskoelastické tlumiče, použité ve všech spojích mezi podlahovými vazníky a obvodovými sloupy, spolu s některými dalšími konstrukčními úpravami snížily výkyvy budovy na přijatelnou úroveň. Na obě věže bylo instalováno přibližně 10 000 tlumičů.

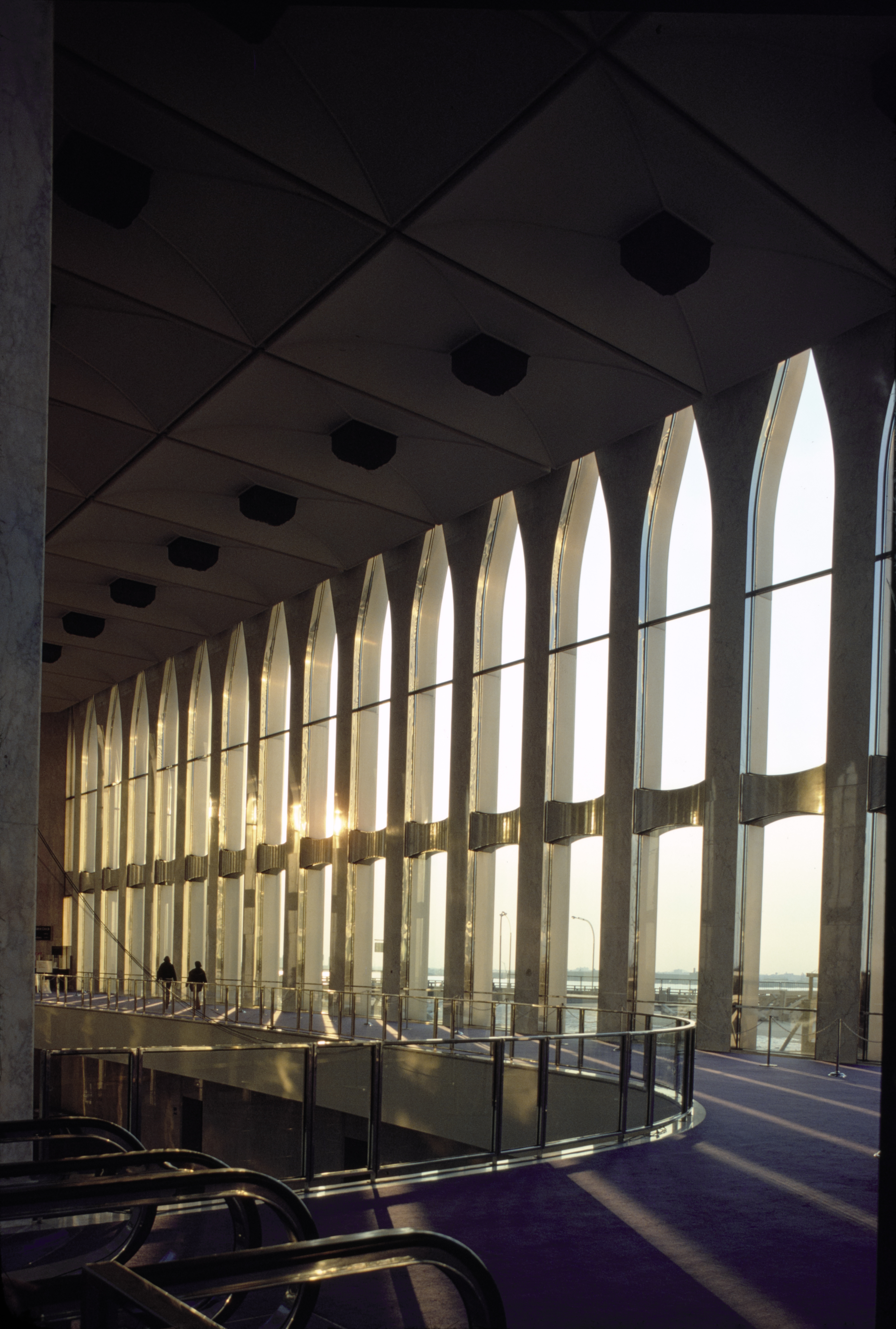
Interiér lobby jedné z věží, 1976
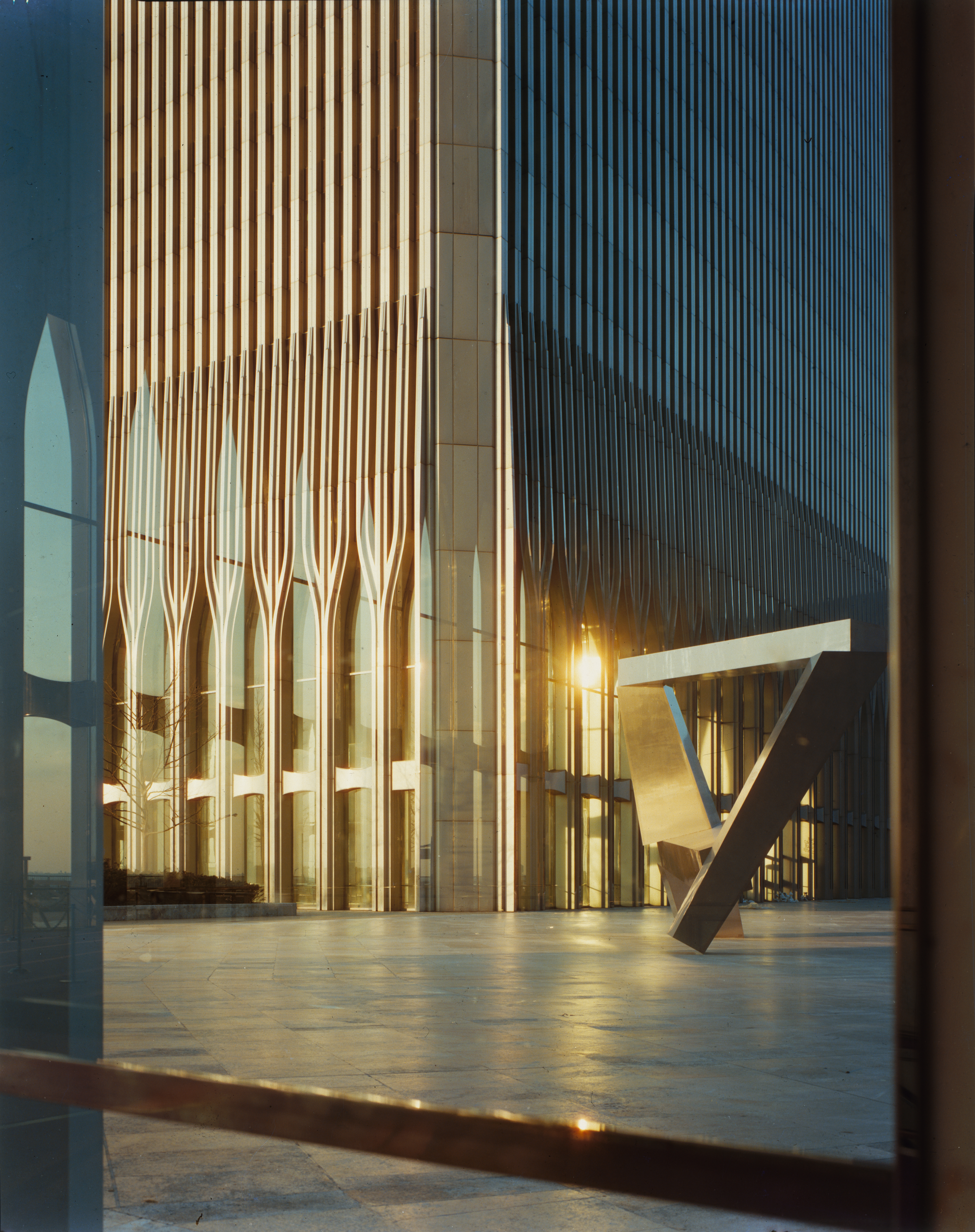
Vstupní hala zvenčí a socha Ideogram, 1976
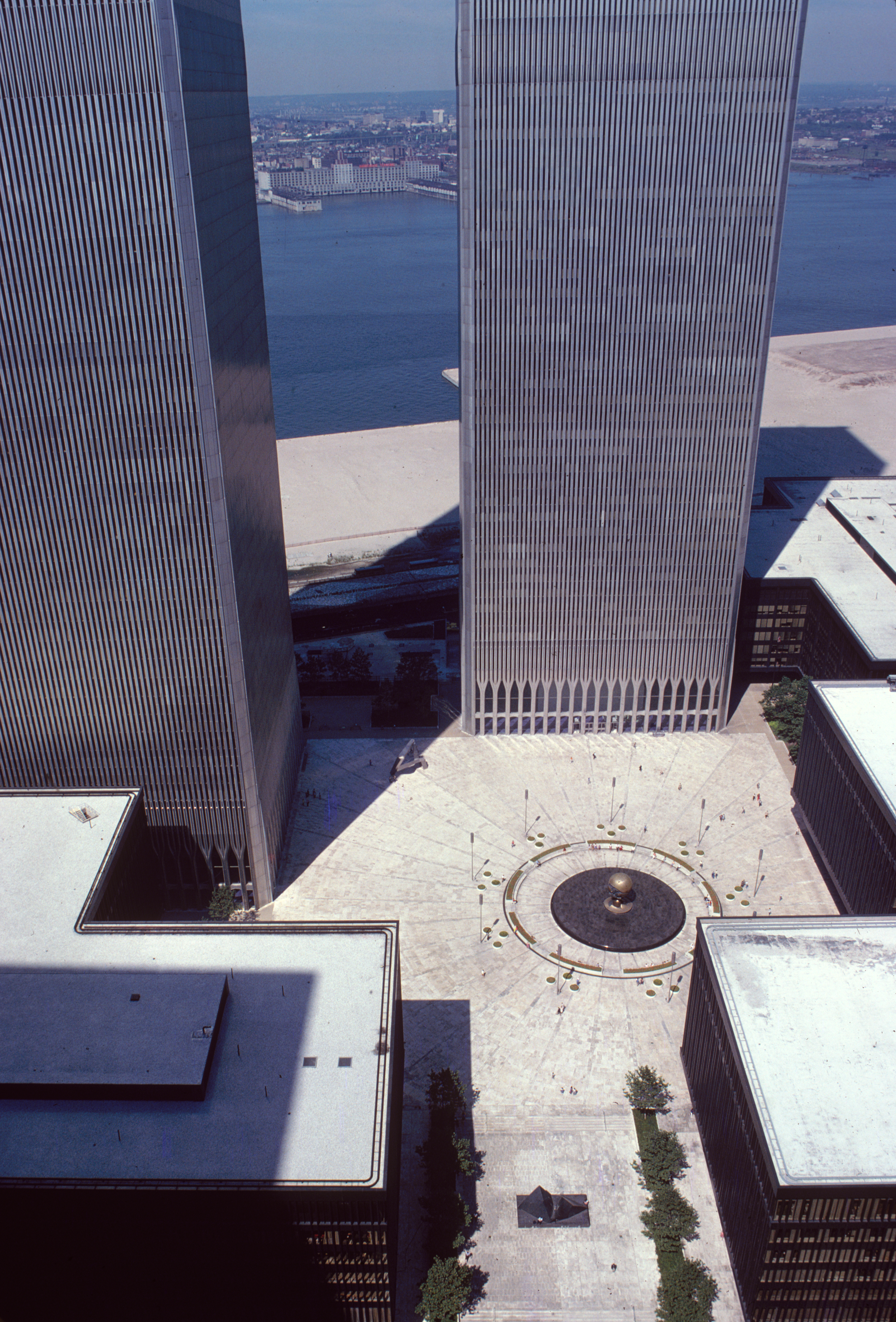
Austin J. Tobin Plaza, 1976
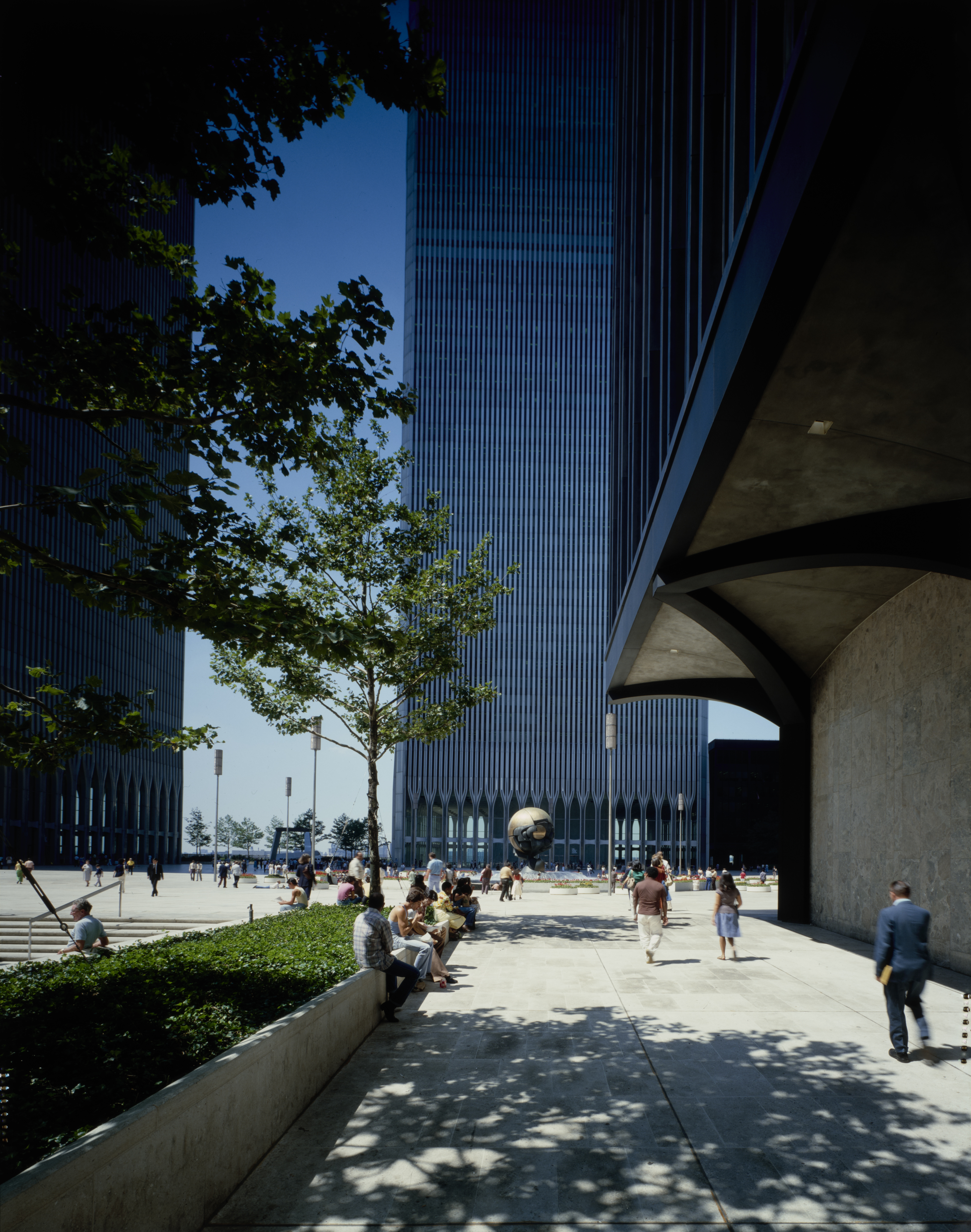
Pohled na náměstí a fontánu The Sphere, 1976
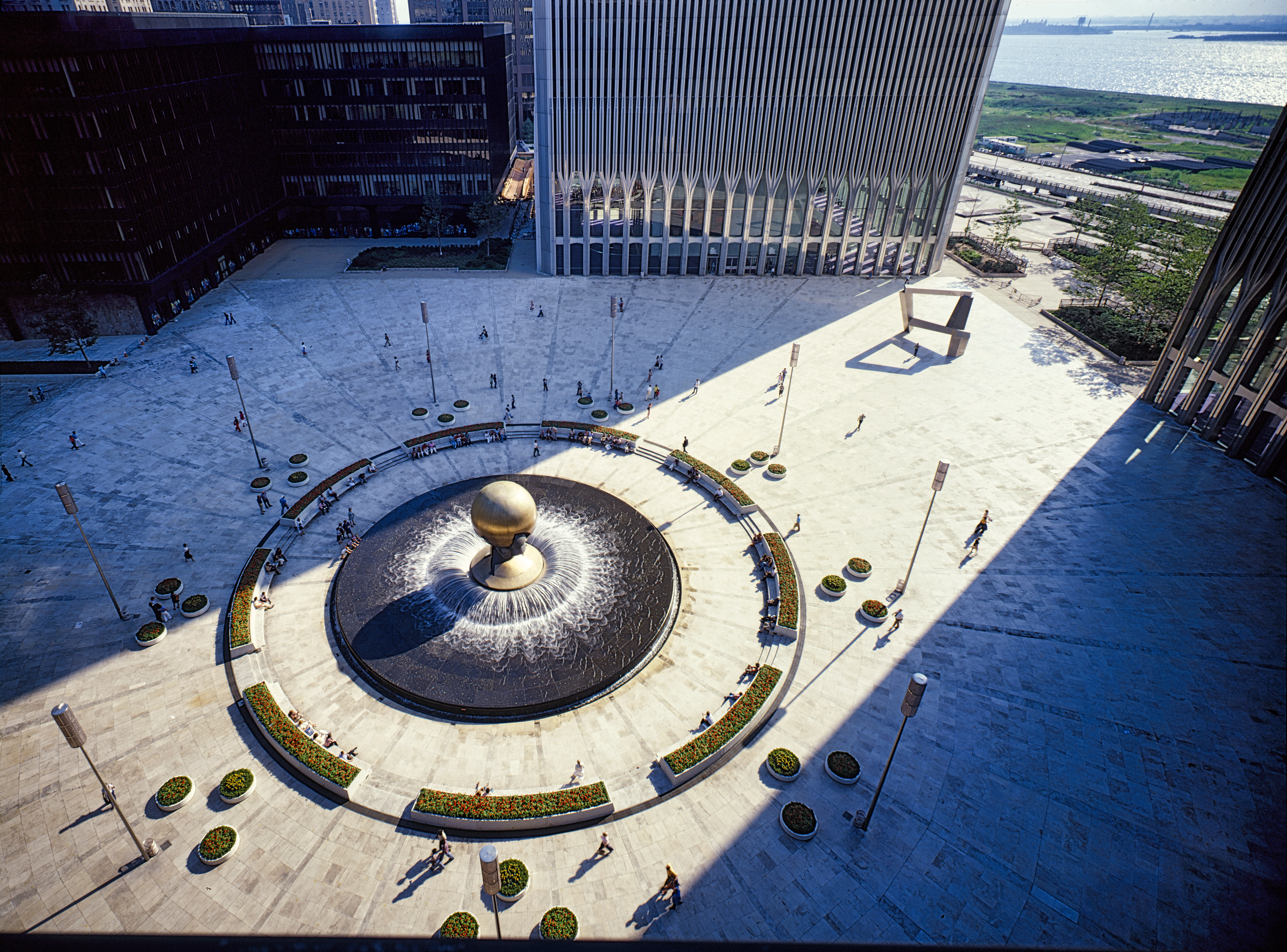
Bližší pohled na náměstí a fontánu The Sphere, 1976

#### Elektroinstalace a klimatizace
Věže byly napájeny přes ústřední rozvodnu WTC vedením o napětí 13,8 kV. Kabely byly vedeny jádry budov do transformoven umístěných na technických podlažích. Odtud bylo napětí transformováno nejdříve na 480/227 V a poté na konečných 208/120 V rozvedených po budovách. Kromě externího zdroje elektřiny měly budovy i vlastní (nouzové) dieselové generátory umístěné v podzemí pod věžemi a na střeše budovy WTC 5.
Pro chlazení celého komplexu klimatizací byla v podzemí věží vybudována v té době největší jednotka pro chlazení vody na světě se sedmi centrifugami o celkovém chladicím výkonu 1725 MW.

#### Navrhovaná odolnost proti nárazu letadla

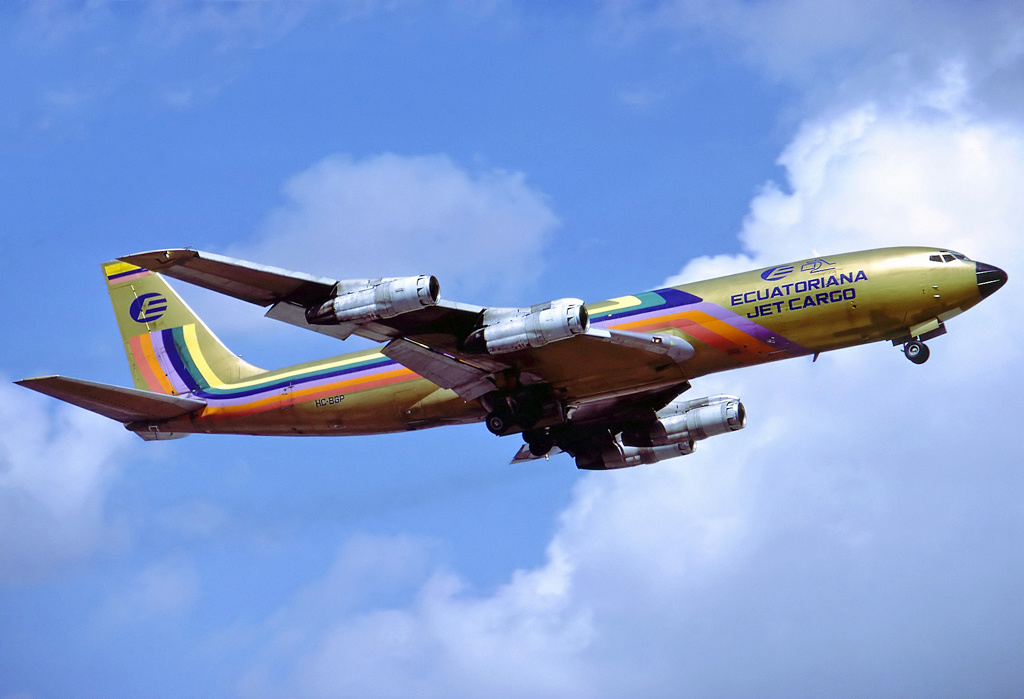
Varianta Boeingu 707 (707-321C)

Po událostech z roku 1945, kdy do mrakodrapu Empire State Building narazil bombardér B-25 ztracený v mlze, a roku 1946, kdy letoun C-45F Expeditor vrazil do budovy 40 Wall Street, stavební inženýři projektu WTC zvažovali možnost, že by mohlo dojít k podobně nehodě i v případě Dvojčat. Při projektování Světového obchodního centra se počítalo s nárazem proudového letadla Boeing 707 (tehdy největšího na světě), s kterým by se piloti mohli dostat do husté mlhy a snažili by se přistát na letištích JFK nebo Newark – obě věže byly prvními stavbami mimo vojenský a jaderný průmysl, které byly navrženy tak, aby odolaly nárazu dopravního letadla. Pokud by tedy došlo k neštěstí, počítalo se s nižší rychlostí, úměrné opatrnému letu zbloudilého letadla, ale kupříkladu možnému vyteklému palivu se při navrhování větší pozornosti nedostalo. Na nebezpečí ohledně kerosinu upozornil mj. jeden z hlavních konstrukčních inženýrů WTC John Skilling v rozhovoru po bombovém útoku v roce 1993, v němž poznamenal, že pokud by do jedné z věží narazilo letadlo, největším problémem by bylo letecké palivo, které by se mohlo rozlít různě po budově (lehký a dutý charakter konstrukcí by umožnil tryskovému palivu proniknout daleko dovnitř věží a v jednom okamžiku zapříčinit několik požárů). Došlo by tedy k velkému požáru, v důsledku čehož by mohlo zahynout mnoho lidí, avšak budovy jako takové se nezřítí.
V průběhu vyšetřování Národní institut standardů a technologie (NIST) získal třístránkovou tzv. bílou knihu, ve které sice bylo uvedeno, že budovy dokážou přečkat náraz letadla Boeing 707 nebo Douglas DC-8 letícího rychlostí údajně až 970 km/h, ale ve své závěrečné zprávě upřesnil, že nenalezl žádnou konkrétní dokumentaci, která by podrobně zkoumala náraz letadla letícího vysokou rychlostí, nebo rozsah možných škod způsobených leteckým palivem. Nejen NIST dále dodává, že v 60. letech 20. století ani nebylo možné provést nějakou přesnější analýzu, neboť ještě nebyly k dispozici technologie či prostředky, ale taktéž zkušenosti (kupříkladu se samotnou hrozbou terorismu), které mají inženýři dnes.
Dva měsíce po 11. září hlavní inženýr Leslie Earl Robertson v rozhovoru pro BBC uvedl, že klíčovým rozdílem mezi projektovými studiemi a událostí, která nakonec způsobila zřícení věží, byla rychlost letadel (690–950 km/h) a velké množství paliva v nich, tedy úmyslný náraz s cílem věže výrazně poškodit, který značně zvýšil absorbovanou energii a nebyl při výstavbě zvažován.
| „ | Mohl jsem navrhnout odolnější věže, ale jak odolné by vlastně měly být? Myslím, že byly mnohem odolnější než všechny ostatní budovy v New Yorku a možná i na celém světě. V jednu chvíli si ale musíte říct, že to už stačí. | “ |
| — Leslie Earl Robertson v rozhovoru pro francouzský dokument z roku 2016, World Trade Center: Hors de contrôle | |   |

#### Protipožární ochrana
K ochraně některých konstrukčních ocelových prvků věží, včetně všech podlahových vazníků a nosníků, byly použity stříkané ohnivzdorné materiály. K ochraně sloupů jádra byly použity sádrokartonové desky (příčky s několika vrstvami sádry, aby do určité míry odolaly požáru – udává se, že byly zkonstruovány na 120minutovou odolnost) v kombinaci s pasivním nástřikem vermikulitovým nebo s plnivem z azbestových vláken (SFRMs – Sprayed-Fire Resistive Materials nebo Spray-Applied Fire Resistive Materials) údajně v projektované tloušťce 50 mm, přičemž v některých místech chránil ocel jen samotný sádrokarton. Vnitřní strana pláště byla opatřena vermikulitovou omítkou a zbylé tři strany obvodových sloupů byly nastříkány. Nové newyorské stavební předpisy z roku 1968 byly v některých aspektech protipožární ochrany mírnější, například ve věžích Světového obchodního centra byly povoleny tři únikové schodiště namísto šesti, jak vyžadovaly starší stavební normy. V dubnu 1970 nařídil newyorský úřad pro ochranu ovzduší vlastníkům Světového obchodního centra, aby přestali používat azbest jako izolační materiál kvůli jeho karcinogenním účinkům (více v podkapitole Kritika a kontroverze). Po kontrole z roku 1993 (částečně už po požáru v roce 1975), kdy oproti plánované hustotě byla ve skutečnosti průměrná tloušťka azbestocementových nástřiků u WTC 1 pouze 19 mm a vermikulitových nástřiků u WTC 2 38 mm, byly některé chátrající nebo tyto potenciálně nedostatečné aplikace postupně opravovány nebo zesíleny.

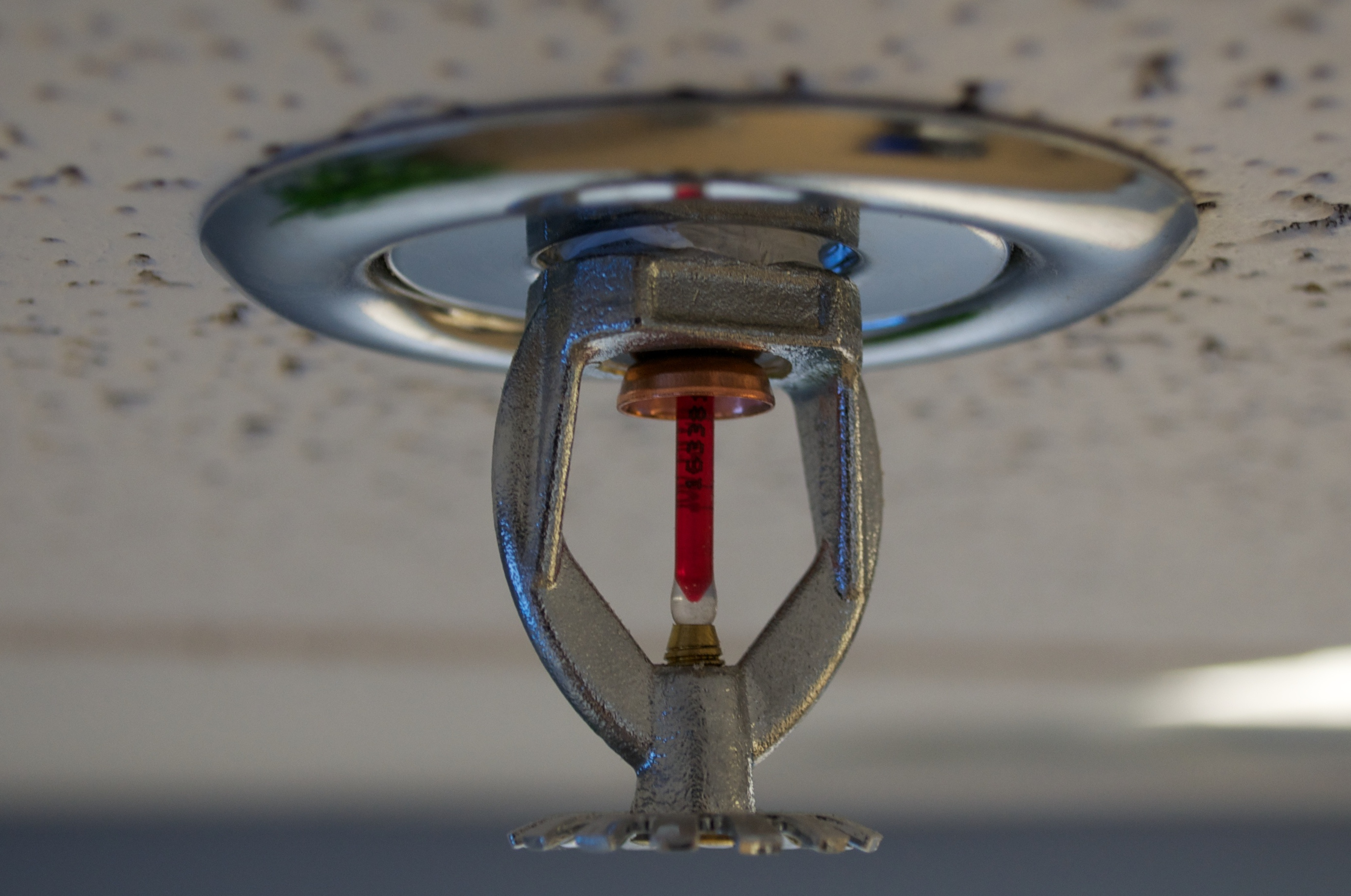
Stropní sprinkler, samočinné hasicí zařízení

Newyorské stavební předpisy z roku 1968 nevyžadovaly instalaci sprinklerů, s výjimkou podzemních prostor. Proto, v souladu se stavebními předpisy, byly sprinklery původně instalovány pouze v podzemních garážích Světového obchodního centra. Avšak po velkém požáru v únoru 1975 se Přístavní správa rozhodla instalovat sprinklery ve všech budovách. Do roku 1993 byly sprinklery rozmístěny téměř v celé Jižní věži a asi z 85 % v Severní věži. Kompletně vybaveny tímto automatickým hasicím systémem byly v roce 2000, tj. ještě před 11. zářím 2001. Pokud by teplota v daném prostoru dosáhla 74 °C, postřikovače by se automaticky spustily. Tato protipožární zařízení by byla schopna uhasit 96–98 % požárů.
Navzdory tomu, že se projektanti vynasnažili opravit nebo lépe opatřit budovy Světového obchodního centra, obzvláště věže, nepředstavitelný rozsah teroristického útoku z 11. září prakticky okamžitě (nárazem letadel a následnou tlakovou vlnou při výbuchu) vyřadil pasivní i aktivní ochranné prvky, tudíž nástřiky byly ve většině případu zcela strženy a sprinklery nefunkční kvůli zničenému vodovodnímu potrubí, což sehrálo klíčovou roli v případě zhroucení obou budov (více např. zde).

### Výstavba
V březnu 1965 začal Přístavní úřad získávat pozemky na místě výstavby Světového obchodního centra. Dne 21. března 1966 byly zahájeny demoliční práce, aby se pro jeho výstavbu uvolnilo třináct čtvercových bloků nízkopodlažních budov ve čtvrti Radio Row. Slavnostní zahájení výstavby Světového obchodního centra proběhlo dne 5. srpna 1966.

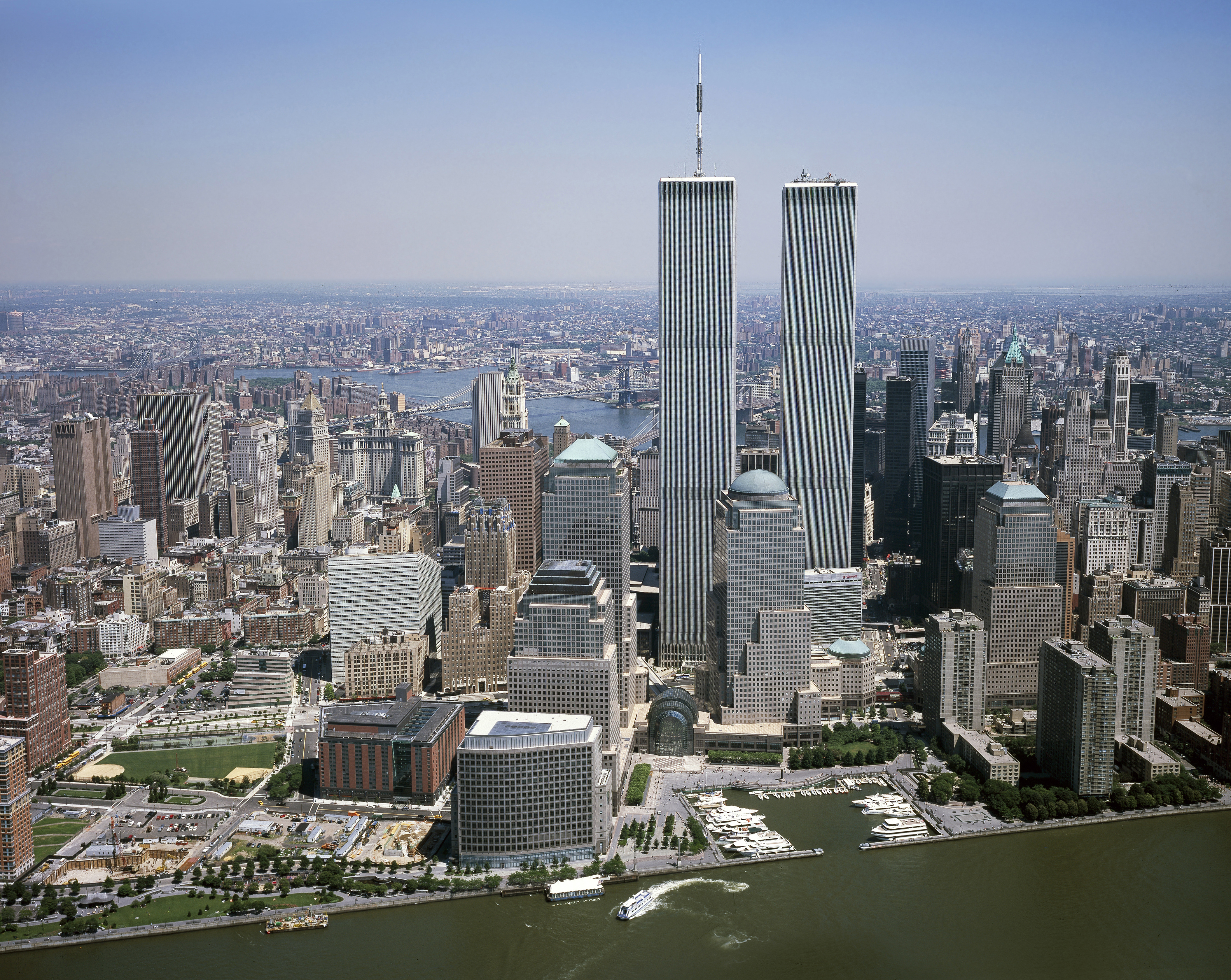
Světové obchodní centrum, Světové finanční centrum a Battery Park City byly postaveny na rekultivované půdě

Staveniště Světového obchodního centra se nacházelo na zasypaném pozemku (navážkami a sedimenty), jehož skalní podloží leželo ve více než 20m hloubce. Pro stavbu WTC bylo nutné vybudovat „vanu“ (angl. The Bathtube) ve formě vodonepropustné tzv. milánské pažící stěny kolem západní strany staveniště, aby se do jámy nedostala voda z řeky Hudson. Metodu zvolil hlavní inženýr přístavní správy John M. Kyle, Jr., a spočívala v tom, že se vykopala rýha a při výkopu se prostor vyplnil „kašovitou“ směsí složenou z bentonitu a vody, která ucpala otvory a zabránila přístupu podzemní vody. Po vyhloubení výkopu se do něj vložila ocelová klec (armokoš dlouhý až 22 m a vážící až 25 t), do které se nalil beton, který „kaši“ vytlačil. Práci prováděla kanadská firma Icanda, dceřiná společnost italské Impresa Costruzioni Opere Specializzate (ICOS) z Milána – proto milánská. Trvalo čtrnáct měsíců, než byla stěna dokončena. Postupovalo se po jednotlivých lamelách standardní délky 6,7 m a tloušťky 0,91 m, celkem jich bylo 152. Nakonec délka této stěny dosáhla 945 m. Po tomto opatření se již mohlo začít s výkopem materiálu z vnitřku staveniště. Celkem 920 000 m3 vytěženého materiálu bylo použito (spolu s dalšími výplněmi a bagrovaným materiálem) k rozšíření manhattanského pobřeží přes West Street, aby dalo vzniku Battery Park City a komplexu World Financial Center (WFC, dnes Brookfield Place).
V lednu 1967 Port Authority zadal zakázky v hodnotě 74 milionů dolarů různým dodavatelům oceli. Stavební práce na Severní věži začaly v srpnu 1968 a stavba Jižní věže byla v plném proudu v lednu 1969. Původní Hudsonovy tunely, kterými jezdily vlaky PATH do Hudsonova terminálu, zůstaly v provozu během výstavby až do roku 1971, kdy byla otevřena nová stanice. Slavnostní zprovoznění WTC 1 (Severní věže) se konalo 23. prosince 1970, slavnostní otevření WTC 2 (Jižní věže) se uskutečnilo 19. července 1971. Rozsáhlé použití prefabrikovaných dílů pomohlo urychlit proces výstavby a první nájemníci se do Severní věže nastěhovali už 15. prosince 1970, přestože se ještě stavěla. Jižní věž začala přijímat nájemníky v lednu 1972 (či již v září 1971). Když byla Dvojčata Světového obchodního centra dokončena, celkové náklady Přístavního úřadu dosáhly 900 milionů dolarů. Slavnostní přestřižení pásky se uskutečnilo 4. dubna 1973.
V jediný den pracovalo na stavbě až 3 500 lidí. Bezpečnost práce nebyla ještě na takové úrovni a během prvních pěti let přišlo o život na 60 dělníků, což je poměrně vysoké číslo porovnáme-li ho s výstavbou Empire State Building, která probíhala o 40 let dříve a zahynulo při ní pouze pět pracovníků.

Plán komplexu Světového obchodního centra zahrnoval kromě Dvojčat také čtyři další nižší budovy, které byly postaveny na počátku 70. let. V 80. letech 20. století byla severně od hlavního komplexu přistavěna 47podlažní budova 7 World Trade Center. Celkem hlavní komplex Světového obchodního centra zabíral „superblok“ o rozloze 65 000 m2 (přesně 64 750 m2 / cca 270 × 300 m) ).

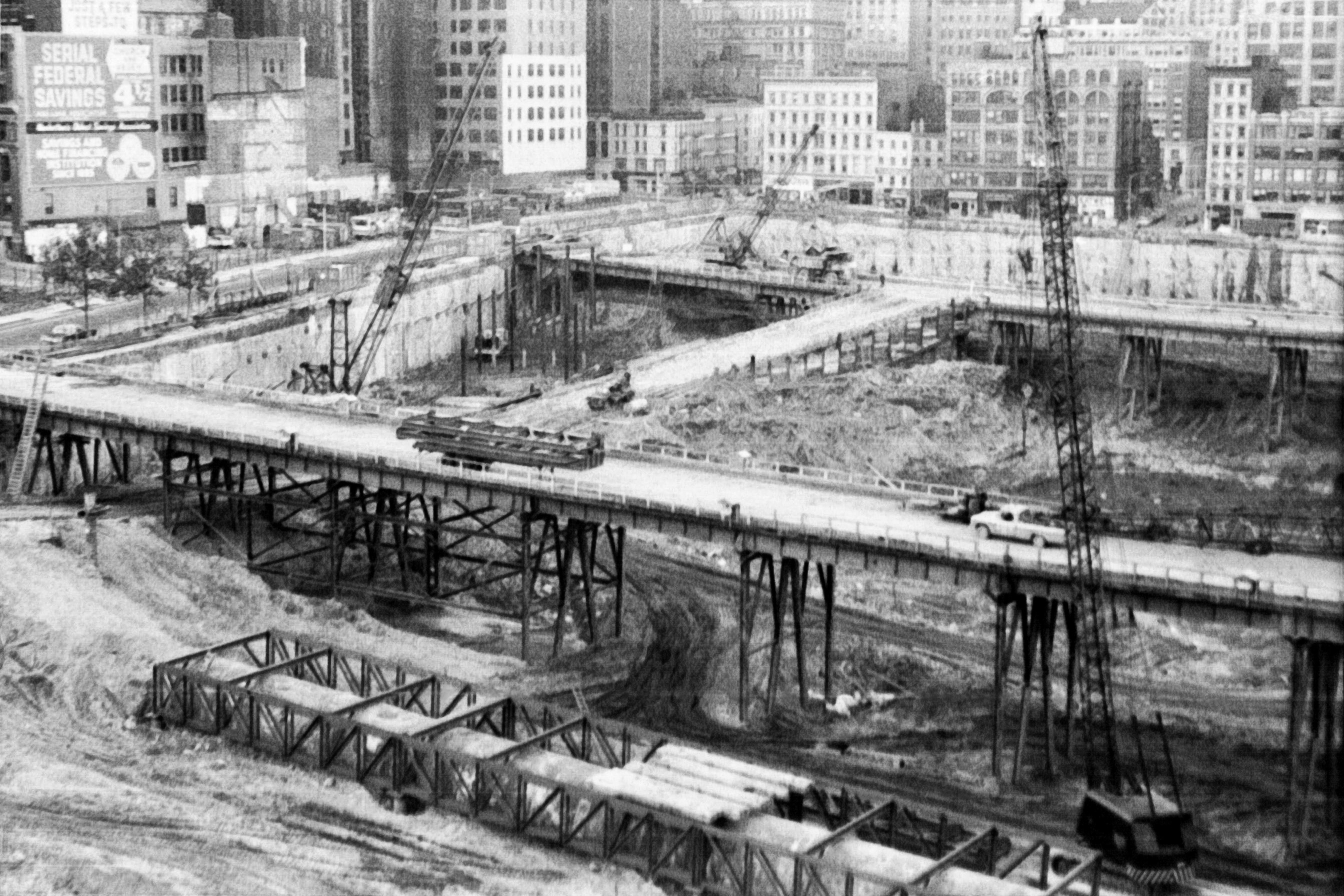
Staveniště na místě Světového obchodního centra v roce 1968
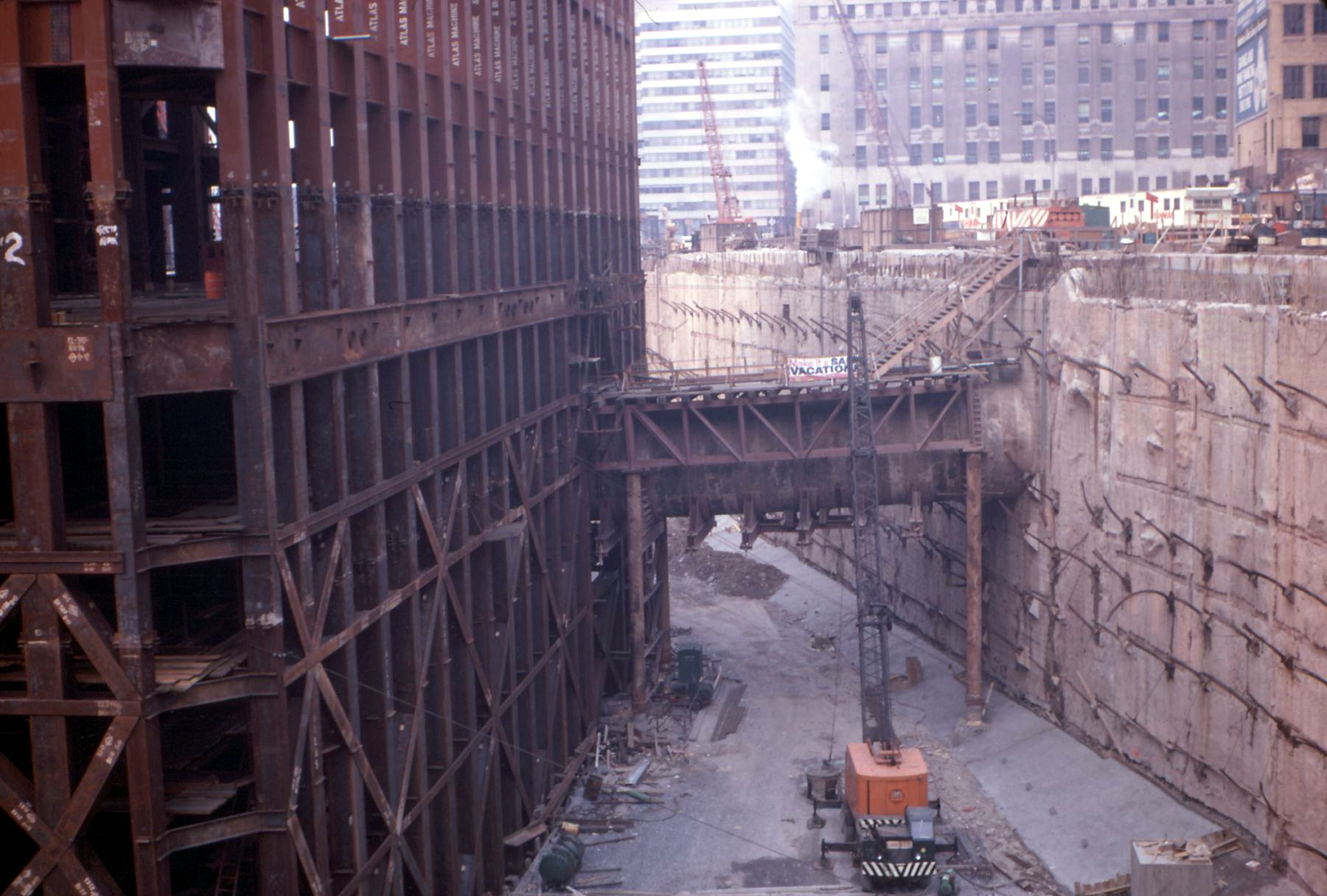
Jižní věž a „vana“ při výstavbě v roce 1969
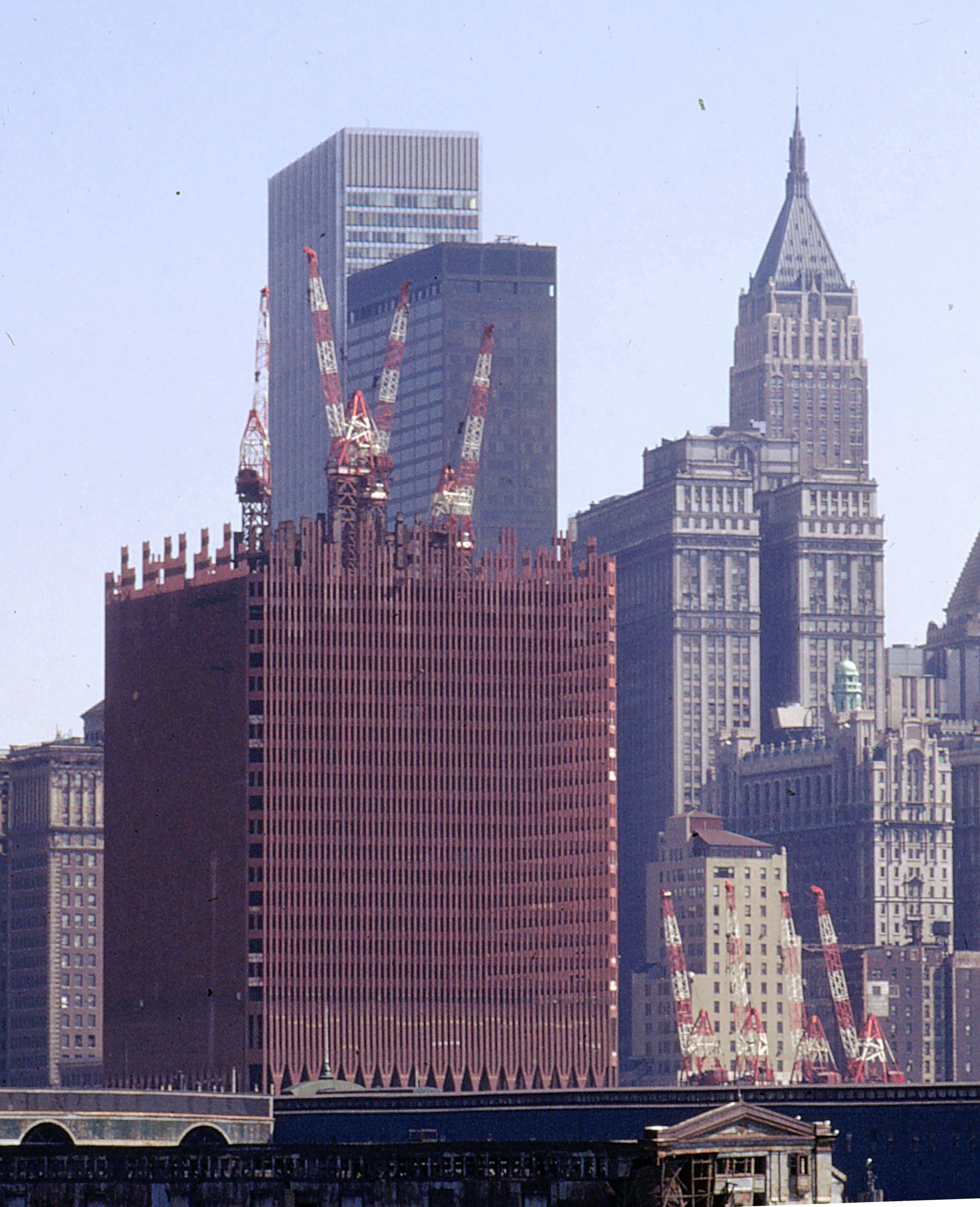
Výstavba v roce 1969
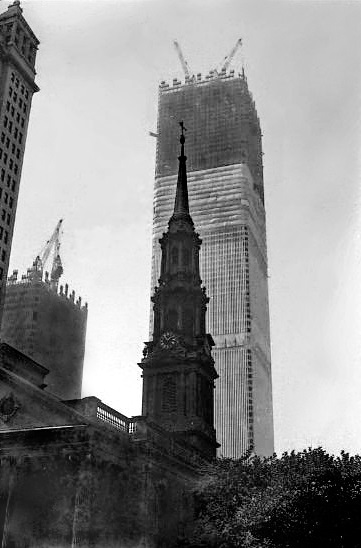
Výstavba WTC v roce 1970

### Kritika a kontroverze

Uspořádání budov v areálu WTC

Na místě, kde bylo postaveno Světové obchodní centrum, se původně nacházela čtvrť Radio Row, která se stala domovem pro stovky komerčních a průmyslových nájemců, majitelů nemovitostí, drobných podnikatelů a pro další přibližně stovku obyvatel, z nichž mnozí se proti nucenému stěhování ostře ohradili. Skupina dotčených drobných podnikatelů se domáhala soudního příkazu, který zpochybňoval pravomoc Přístavní správy k eminentnímu vlastnictví. Případ se dostal až k Nejvyššímu soudu Spojených států, ten se jím však odmítl zabývat.
Soukromí developeři a členové Real Estate Board of New York v čele s majitelem Empire State Building Lawrencem A. Wienem vyjádřili obavy z toho, že se na volném trhu objeví příliš mnoho „dotovaných“ kancelářských prostor, které budou konkurovat soukromému sektoru, když už nyní je volných míst nadbytek. Samotné Světové obchodní centrum bylo zcela pronajato až po roce 1979, a to jen proto, že díky dotaci komplexu ze strany Port Authority bylo nájemné účtované za kancelářské prostory levnější, než nájemné za srovnatelné prostory v jiných budovách. Jiní zpochybňovali, zda se Port Authority měla ujmout projektu, který někteří označovali za „chybnou společenskou prioritu“.
Kritice se nevyhnul ani estetický vzhled Světového obchodního centra, nejen ze strany veřejnosti, ale například i z řad Amerického institutu architektů (American Institute of Architects, AIA), ať už kvůli svému vlivu, architektonickému vyznění nebo z hlediska bezpečnosti. Lewis Mumford, autor knihy The City in History („Město v dějinách“) a dalších publikací o urbanismu, označil tyto a další nové mrakodrapy za „pouhé skříně na dokumenty ze skla a kovu“. Dvojčata byla také stylizována do podoby „krabic, s nimiž sdílí panorama takové majestátní budovy jako Empire State Building a Chrysler Building“. Mnohým se nelíbila úzká okna kanceláří Dvojčat, která byla široká pouze 46 cm a rámovaná sloupy, jež omezovaly výhled. Aktivistka a socioložka Jane Jacobsová zase vyslovila názor, že nábřeží by mělo zůstat otevřené, aby si ho mohli užívat i newyorčané.
Někteří kritici považovali „superblok“ obchodního centra, velký lichoběžníkový pozemek s rozšířením směrem na sever připomínající „korek“, který nahradil tradiční hustší čtvrť, za nehostinné prostředí, jež narušuje složitou dopravní síť typickou pro Manhattan. Například Lewis Mumford ve své knize The Pentagon of Power („Mocenský Pentagon“) odsoudil centrum jako „příklad bezúčelného gigantismu a technologického exhibicionismu, který dnes vykuchává živou tkáň každého velkoměsta“.

#### Azbestová izolace
Nosníky pater jak dvojčat tak budovy č. 7 byly tvořeny ocelovými profily, jež byly v době stavby vystříkány azbestovou izolací. U věží však pouze do 64. patra. Během stavby byl autoritami uznán vliv azbestu na lidské zdraví a v roce 1971 bylo sprejování azbestu na konstrukci budov zakázáno. Od poloviny 80. let, kdy již byly karcinogenní účinky azbestu prokázány, začalo město vyžadovat po vlastníkovi, aby byl azbest ze všech budov centra odstraněn. Tato operace však byla předběžně odhadnuta na přibližně jednu miliardu amerických dolarů a byla majitelem neustále oddalována. Odhaduje se, že celkově bylo v konstrukcích výškových budov WTC použito na 400 tun této nebezpečné látky. Již tři dny po 11. září vydala agentura EPA (Environmental Protection Agency) kontroverzní prohlášení, že kouř stoupající z trosek WTC nepředstavuje nebezpečí. Podle odhadů World Trade Center Health Registry jí bylo 11. září a následných záchranných pracích zasaženo 410 tisíc lidí.

## Popis komplexu Světového obchodního centra

Logo Světového obchodního centra od roku 1993

V komplexu Světového obchodního centra sídlilo více než 430 (či přes 500) společností z 28 zemí, které se zabývaly různými obchodními aktivitami. V běžný všední den v něm pracovalo odhadem 50 000 lidí a dalších pravděpodobně až 140 000 lidí (případně možná až 200 000) jím prošlo coby návštěvníci (v samotných věžích asi 40 000 zaměstnanců a 50 000 návštěvníků). V komplexu se nacházelo 1 240 000 m2 kancelářských prostor a byl tak rozlehlý, že měl vlastní poštovní směrovací číslo: 10048. Věže nabízely daleký rozhled z vyhlídkové terasy na vrcholu Jižní věže a z restaurace Windows on the World na vrcholu Severní věže. Dvojčata se stala známá po celém světě, objevila se mj. v mnoha filmech a televizních pořadech. Stala se newyorskou ikonou a těšila se podobné slávě jako Empire State Building, Chrysler Building či socha Svobody.

### Severní a Jižní věž (WTC 1 a WTC 2)

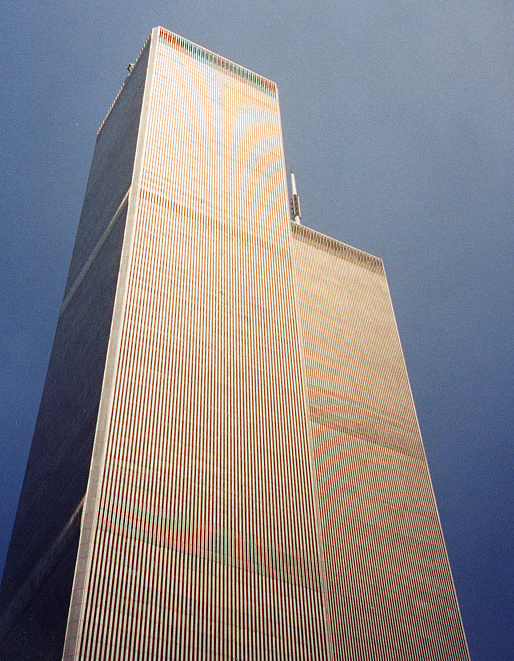
Dvojčata, 1999

Dvojčata (Twin Towers), dvojice takřka identických mrakodrapů (Severní a Jižní věž nebo též budova číslo 1. a 2.), byla postavena v letech 1968–1971 a do roku 1973 byly nejvyššími budovami světa (417 m a 415 m), než je zastínil Sears Tower, dnes již Willis Tower v Chicagu (442 m). Každá z obou věží měla 110 pater a dosahovala hmotnosti přibližně 450 000 až 500 000 t (dále se obecně udává, že okolo 200 000 t měl samotný ocelový skelet), ale podrobný rozbor „reálné“ hmotnosti věže WTC 1 naznačuje, že mohla mít maximální provozní hmotnost mezi 280 000 až 300 000 t. Severní věž byla po střechu vysoká 417 m (se stožárem 527,3 m) a Jižní věž 415,1 nebo 415,4 m (s vyhlídkovou plošinou na střeše sahala do výšky cca 420 m). Jejich podstavou byl přibližně akr velký čtverec (délka strany: 63,3 metry). Věže k sobě byly orientovány úhlopříčně, aby si nepřekážely ve výhledu. Severní věž měla dvě podlaží se světlou výškou místnosti o 2 až 4 stopy větší než všechna ostatní kancelářská podlaží obou Twin Towers, proto byla budova WTC 1 o cca dva metry vyšší než WTC 2. Šlo o podlaží 43. a 67., v nichž sídlila Přístavní správa.
Na budovy byla v polovině 60. let uspořádána architektonická soutěž a za návrhem stál americký architekt japonského původu Minoru Yamasaki. Budovy dvojčat sestávaly ze tří hlavních segmentů, spojených dvěma mezičlánky – komerčně nevyužívanými patry zpevněnými čtvercovou strukturou podlah (šlo o mezipatra, která nebyla určena pro komerční účely a kde končily nebo začínaly některé z výtahů, v 44. a 78. podlaží, tzv. sky lobby). Ostatní patra byla tvořena ocelovými nosníky, přišroubovanými i svařenými mezi jádrem budovy a jejím obvodem. Ocelovou konstrukci každé z budov tvořilo jádro zpevněné 47 masivními ocelovými sloupy, ve kterém se nacházelo schodiště a systém výtahů. Každý ze tří segmentů měl jinou velikost základních ocelových sloupů, kterými bylo tvořeno jádro (profil sloupů byl 558 × 1371 mm v nejnižší, 482 × 1117 mm ve střední a 406 × 914 mm v nejvyšší části věže). Dalších 236 sloupů bylo po obvodu budovy. Tento plášť (povrch) budovy tvořil systém prefabrikovaných mříží (každé zasahujících do více pater), které se při stavbě mrakodrapu zasouvaly navzájem do sebe. Rámové trubkové konstrukce poskytovaly nájemníkům otevřené půdorysy, nepřerušené sloupy nebo stěnami. Na stavbu byla použita vysoce kvalitní ocel, certifikovaná prestižní firmou Underwriters Laboratories (UL), která splňovala velmi náročné normy (např. ESTM E119, pro zachování pevnosti při působení tepla na ni, a další vlastnosti). Na spodní část byla použita vysokopevnostní ocel, ve vyšších podlažích ocel nižší pevnostní třídy. Tloušťka sloupů závisela na výšce ve které se nacházely (viz výše). Cílem bylo dosáhnout potřebné odolnosti stanovené na základě provedených analýz.

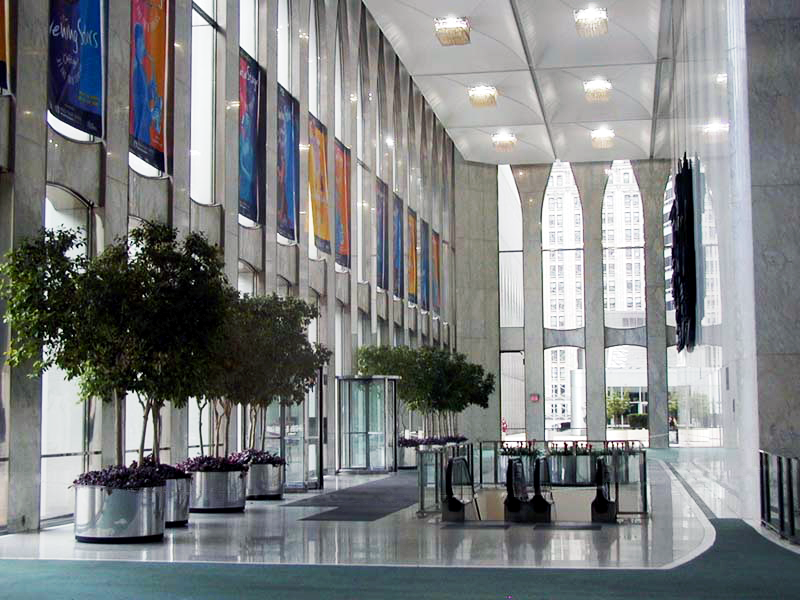
Lobby Severní věže, 2000

Každá z obou věží měla na úrovni přízemí působivé vstupní foyer (lobby) vysoké šest standardních pater, obložené leštěným bílým italským mramorem (Regina di Bianchi), nerezovou ocelí a křišťálovými lustry. V podzemí komplexu bylo k dispozici parkoviště pro více než 2000 vozů v celkem pěti podlažích.
Od roku 2014 nahradila tyto budovy nová věž One World Trade Center s architektonickou výškou 541 m.

#### Kolaps věží
Obě dominantní věže Světového obchodního centra čelily teroristickému útoku, který neměl obdoby. Úmyslné nárazy mohutnými dopravními letadly mrakodrapy nejen citelně poškodily, ale také „odzbrojily“, kvůli čemuž byl i následný požár nebezpečnější. Na něco takového nebyli architekti ani inženýři připraveni, respektive žádné standardní normy. Nastalá mimořádná situace vedla nakonec ke kolapsu obou věží, přesto však útokům odolaly lépe, než na co byly původně navrženy, díky čemuž se drtivá většina civilistů stihla evakuovat a přežili. Více viz odkazy níže:
- Zhroucení budov Světového obchodního centra
- V porovnání s novou věží One WTC a příčiny jejich zhroucení

### Budova č. 7 (WTC 7)

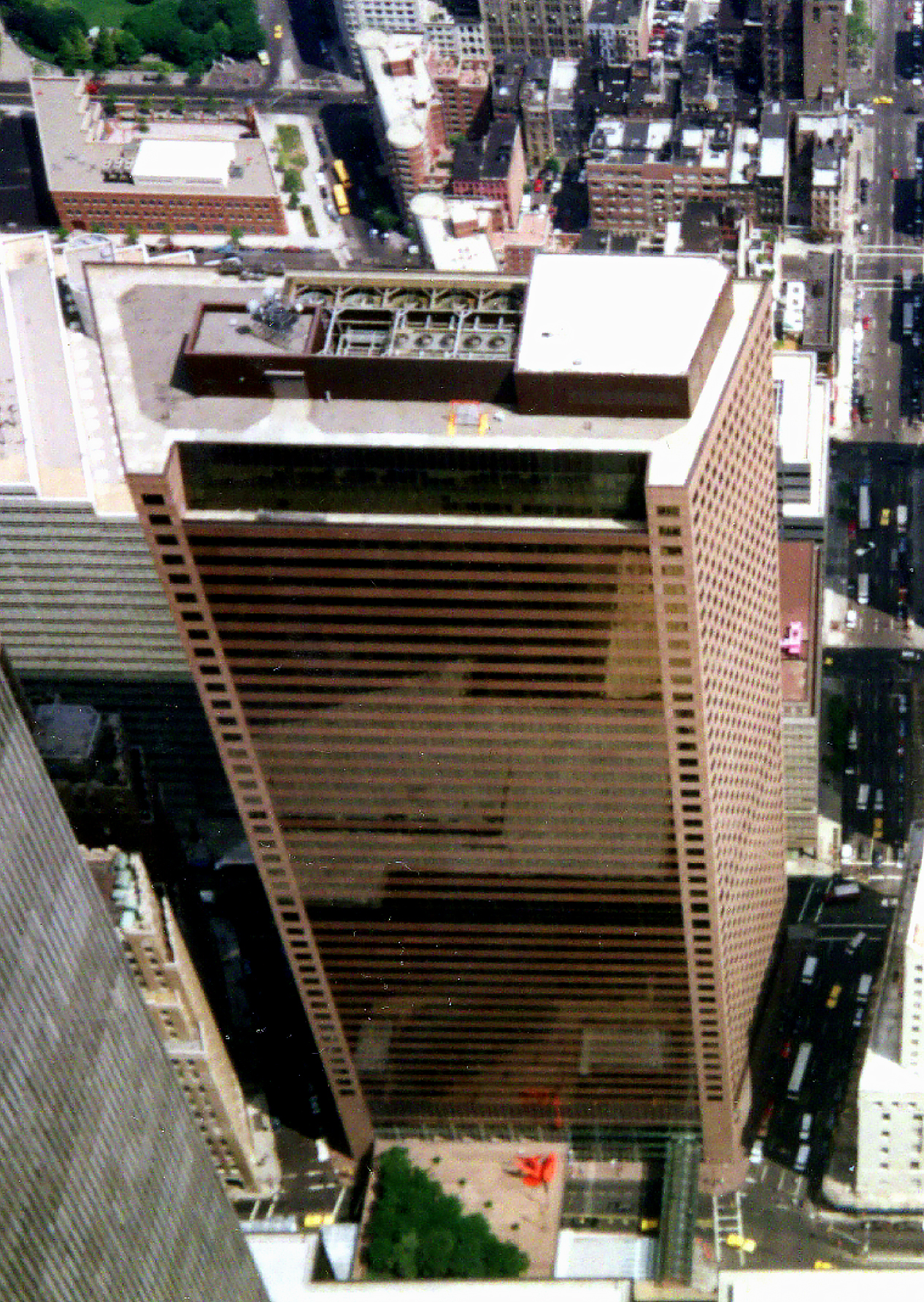
Budova WTC č. 7 v roce 1992

Budova č. 7 (World Trade Center 7) byl mrakodrap, jehož výstavba probíhala v letech 1983–1987 jakožto poslední budovy komplexu. Mrakodrap byl ocelové konstrukce (běžná výztuha ocelovými trámy ve všech směrech – nikoli s jádrem a nosníky jako budovy Dvojčat). Měl lichoběžníkový půdorys a tyčil se do výšky 186 m (po hlavní střechu 173,7 m). Mrakodrap měl 47 pater; na jeho střeše se kromě antén nacházel menší prostor, nazývaný penthouse. Prostory v budově si v té době pronajímaly významné finanční či investiční společnosti. Místo pro své kanceláře si zde pronajali i FBI, CIA (největší pobočka mimo Washington, D.C.), U.S. Secret Service (tajná služba Spojených států), Ministerstvo obrany Spojených států amerických, IRS (Internal Revenue Service, finanční úřad pro výběr daní, který zde měl dokumenty případů Enron a Worldcom) či Office for Emergency Management (česky přibližně úřad/kancelář pro krizové řízení, spolupracující s FEMA). Mrakodrap byl ve 23. patře též vybaven zástavbou zvanou doomsday bunker se zpevněnými zdmi, neprůstřelnými skly, vlastními generátory elektřiny a vlastní ventilací a zásobami vzduchu, jídla a vody. Zásluhu na stavbě „bunkru“ měl tehdejší starosta New Yorku Rudy Giuliani, stál přibližně 14 milionů dolarů a jeho účelem bylo poskytnout zázemí pro policii, požárníky a úřad starosty v případě vážného infrastrukturního kolapsu. Dne 11. září 2001 v něm Giuliani zorganizoval provizorní krizový tým, později dopoledne však toto místo opustil. Ve stejný den, tedy 11. září v 6:47:03, byl vypnut alarm, který by v budově signalizoval požáry. Mezi 9. a 10. hodinou byla budova evakuována a přibližně v 11:30 ji opustili i požárníci FDNY a policisté z Port Authority.
Od roku 2006 tuto budovu nahradil nový mrakodrap, nazvaný 7 World Trade Center. Ten je se svými 52 patry vysoký 226 m.

#### Kolaps budovy WTC 7

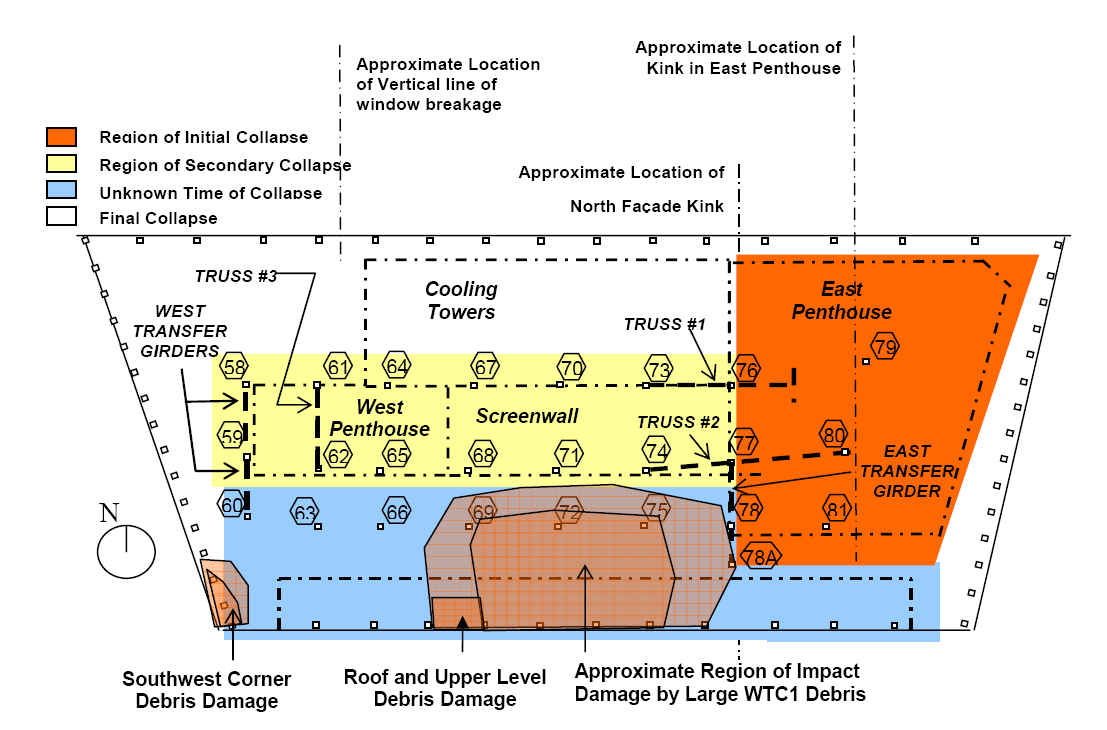
Schematický pohled na postup kolapsu WTC 7, přičemž ke strukturálnímu selhání dojde zprvu v nižších patrech na východní straně budovy

Poté, co se v 10:28 místního času zřítila severní věž Světového obchodního centra, padající trosky citelně poškodily budovu WTC 7 (zejména její jihozápadní roh) a došlo zde ke vzniku lokálních požárů. (Budovu částečně poškodil i pád jižní věže o půl hodiny dříve (v 9.59 místního času), ale v tomto případě pouze nepatrně.) Zpočátku se řada hasičů snažila oheň na některých místech nižších podlaží uhasit, ale s hašením zanedlouho přestali pro nízký tlak vody, který znemožnil oheň účinně zdolat. Z podobných důvodů nebyly na těchto místech funkční ani protipožární sprinklery – primární i záložní přívod vody do postřikovacích systémů pro spodní patra se spoléhal na městský vodovod, jehož vedení bylo poškozeno zhroucením WTC 1 a WTC 2. (Aktivní byly pouze sprinklery na vyšších patrech budovy, které byly vodou zásobovány samotnou nádrží v horní části mrakodrapu. Předpokládá se, že některé tamní požáry skutečně uhasily.) K likvidaci požáru zezdola nedošlo ani později odpoledne s ohledem na bezpečnost záchranných složek, neboť se počítalo s tím, že by se i tato budova mohla zhroutit. Tyto nekontrolované požáry v dolním úseku budovy se nakonec rozšířily do severovýchodní části, kde začal kolaps. V důsledku poškození po pádu severní věže a propuknuvšímu nekontrolovanému požáru, kvůli kterému některé nosníky „povolily“ a ocelová kostra budovy ztratila svou strukturální integritu, a také z důvodu neobvyklé konstrukce mrakodrapu, která, jak se později ukázalo (nutno podotknout, že po dlouhé šestileté studii), měla některé slabiny (ty samotné nemusely být klíčové, ale v kombinaci s dalšími faktory už ano), se v 17:20 místního času budova č. 7 zhroutila podobným způsobem, jako budovy „dvojčat“. Díky včasné evakuaci civilistů (asi 4000 osob) a odvolání hasičských sborů nedošlo v této budově k žádnému úmrtí.
Hlavní důvody kolapsu:
- Ocelobetonové spřažené nosníky byly uloženy na nespřažené ocelové průvlaky (44–79).
- Kritický sloup 79 nebyl řádně (lépe) připojen k nosníkům.
- Teplotnímu roztažení bránily nespřažené průvlaky, které byly namáhány velkými vodorovnými silami.
- Spoj průvlaku na sloup 79, který byl navržen na svislé namáhání, nemohl vodorovným silám vzdorovat.
- Síly od teplotního roztažení sloupu se uvolnily vysunutím průvlaku. Průvlak nebyl s ocelobetonovou deskou spřažen trny, které by nosník v jeho poloze držely.
- Po zhroucení jednoho podlaží se zhroutilo i spodní podlaží, ve kterém byl průvlak vystaven obdobným vodorovným silám. Následovalo lavinové porušení dalších tří podlaží.
- Po zhroucení podlaží se vzpěrná délka sloupu 79 zvětšila tak, že vybočil.
- Vybočení sloupu vedlo k prostorovému zřícení konstrukce (tzv. prostorový či progresivní kolaps).

Při zřícení WTC 7 nebyla tím hlavním faktorem ztráta pevnosti nebo tuhosti oceli způsobená žárem, nýbrž tepelná roztažnost ocelových konstrukcí (spoje konstrukčních prvků byly navrženy tak, aby odolávaly svislým gravitačním silám, nikoli tepelně vyvolaným horizontálním nebo bočním zatížením). NIST na základě svého šetření zopakoval několik doporučení, která navrhl ve své dřívější zprávě týkající se věží, a vyzval k okamžitému přijetí dalších opatření; například, že požární odolnost by měla být zhodnocena i za předpokladu, že by sprinklery nebyly k dispozici, nebo aby byly zváženy účinky tepelné roztažnosti na nosné systémy podlah.

### Ostatní budovy (WTC 3, WTC 4, WTC 5 a WTC 6)

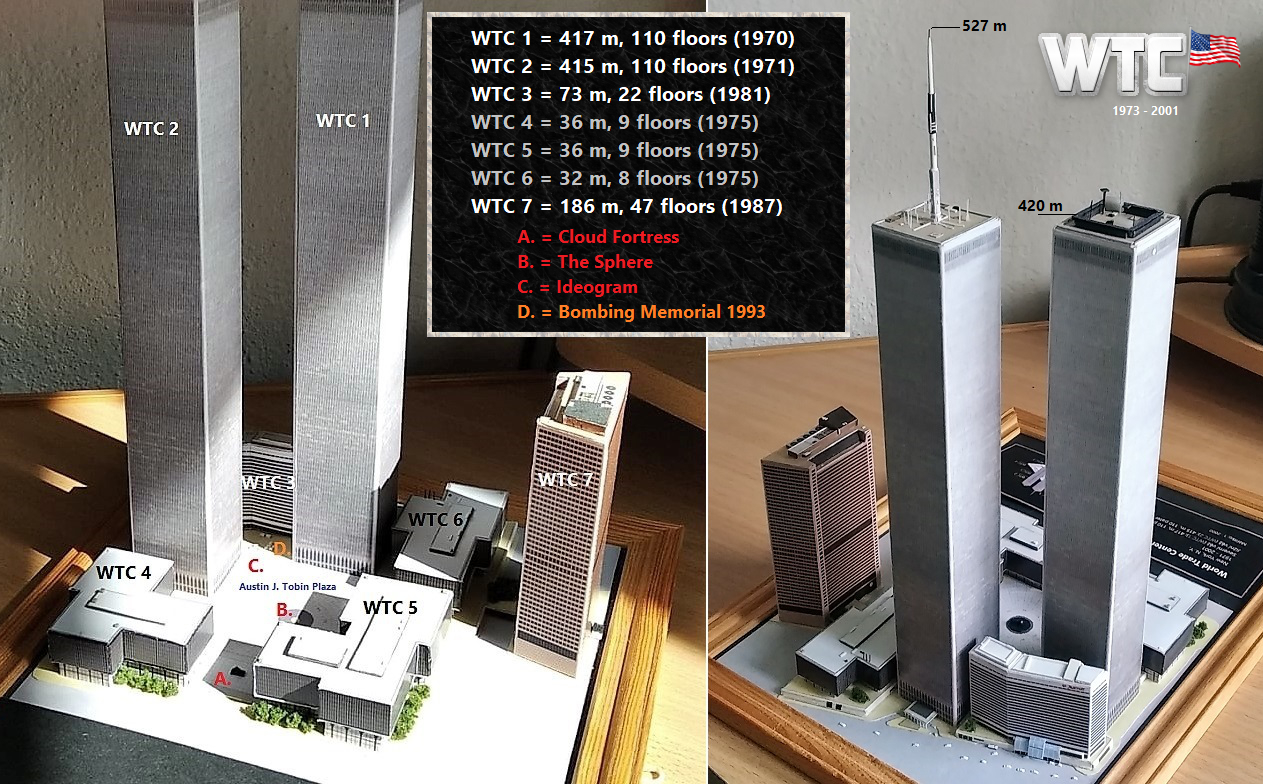
Model WTC a popis jednotlivých budov; výška, počet pater, dostavba (resp. slavnostní zprovoznění), a přibližná poloha hlavních uměleckých děl (soch)

Kromě Dvojčat a 47podlažní budovy č. 7 se v komplexu nacházely další čtyři budovy.  Při pádu Dvojčat byly tyto budovy zasaženy troskami mrakodrapů, protože se nacházely v jejích bezprostředním okolí. Škody zahrnovaly roztržení celých pater a byly tak vážné, že při následném odklízení trosek byly tyto budovy strženy.

#### WTC 3

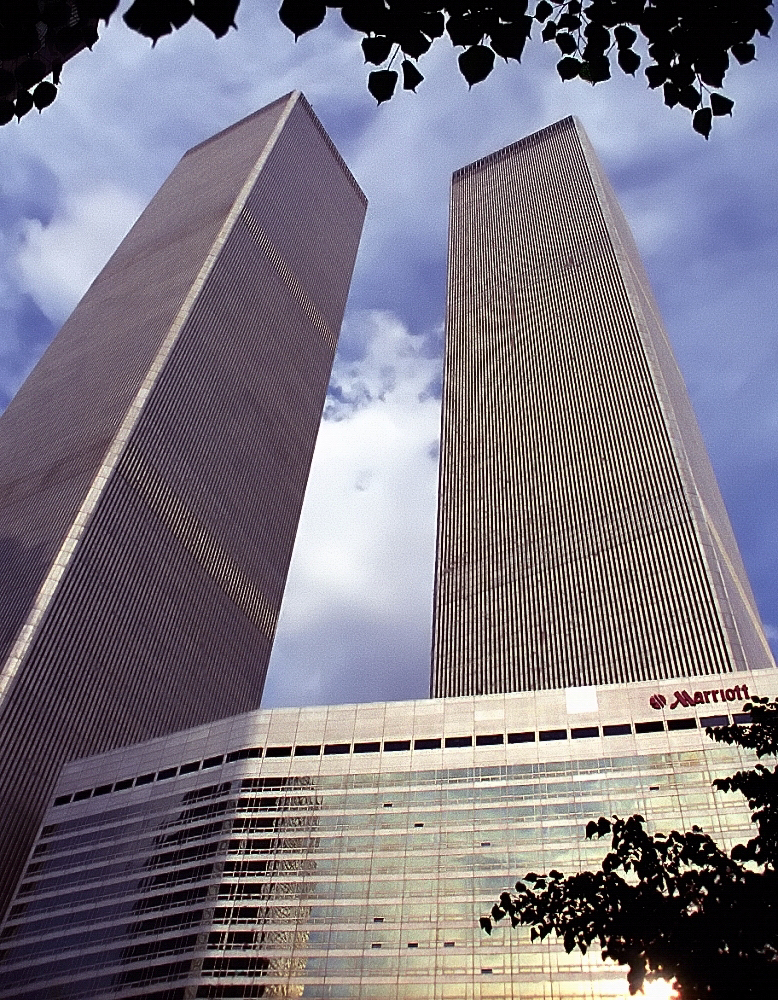
Hotel Marriott a Dvojčata (vlevo Severní a vpravo Jižní věž)

Hotel Marriott World Trade Center, zkráceně WTC 3 a původně (do roku 1995) Vista Hotel, byl otevřen v roce 1981 a nabízel mj. 821 či 825 hotelových pokojů. Měl úzký půdorys o délce 100 metrů, bílou fasádu s tmavě tónovanými okny, 24 podlaží (22 z úrovně náměstí) a atakoval výšku 73,7 metrů. K dispozici bylo 11 výtahů. Na 21. až 22. patře se nacházel krytý bazén, lázně, sauna, moderní posilovna i tenisové zázemí. Budova uzavírala prostor mezi věžemi a před vznikem komplexu WFC (dnes Brookfield Place) byl odtud výhled přímo na řeku Hudson. Na rozdíl od jiných staveb komplexu, tuto navrhla kancelář SOM. Od roku 1836 šlo o vůbec první hotel, který byl znovu otevřen v centru Manhattanu. Předtím zde stál luxusní hotel Astor House, jenž byl kompletně zničen v roce 1926.
V únoru roku 1993 budovu značně poškodila bomba, která vybuchla téměř přímo pod ní, což si vynutilo její uzavření ode dne výbuchu až do roku 1995, kdy proběhla rozsáhlá rekonstrukce a renovace.

#### WTC 4
Kancelářská budova WTC 4, jinak známá jako South Plaza Building nebo Commodities Exchange Center, ležící na jihovýchodním rohu komplexu byla otevřena v roce 1975 (dle jiných zdrojů až v roce 1977). Měla devět podlaží, vysoká byla 36,6 metrů (nebo 30,6 metrů z úrovně vyvýšeného náměstí) a postavena ve stejném designu jako World Trade Center 5 a World Trade Center 6, s černou fasádou.

#### WTC 5
Kancelářská budova WTC 5 ve tvaru obráceného písmene „L“, jinak též North Plaza Building či Northeast Plaza Building, nacházející se na severovýchodním rohu nad stanicí PATH byla otevřena v roce 1975 (dle jiných zdrojů už v roce 1972). Měla rovněž devět podlaží, po střechu byla vysoká taktéž 36,6 metrů (nebo 30,6 metrů z úrovně vyvýšeného náměstí) a postavena ve stejném designu jako World Trade Center 4 a World Trade Center 6, s černou fasádou.

#### WTC 6
Kancelářská budova WTC 6, nebo též U.S. Customs House, ležící na severozápadním rohu komplexu byla otevřena v roce 1975 (dle jiných zdrojů už v roce 1973, nebo 1974). Jednalo se o nejnižší budovu komplexu o osmi podlažích a výšce 32 či 33,5 metru (nebo cca 24 metrů z úrovně vyvýšeného náměstí), ale byla navržena podobně jako World Trade Center 4 a World Trade Center 5, takže s tmavou fasádou.

### Austin J. Tobin Plaza
Původní Světové obchodní centrum mělo obrovské náměstí (Austin J. Tobin Plaza) o rozloze dvou hektarů, kolem kterého se soustředily všechny budovy komplexu včetně Dvojčat. V roce 1982 bylo toto náměstí pojmenováno po muži, který se významně podílel na realizaci výstavby původního Světového obchodního centra, zesnulému předsedovi Port Authority, Austinu J. Tobinovi (1903–1978). Každé léto se zde instalovalo přenosné pódium pro hudebníky a umělce, obvykle opřené o Severní věž. Uprostřed náměstí se nacházela 7,6 m vysoká bronzová fontána, skulptura The Sphere sochaře Fritze Koeniga, a na různých místech další sochy, například Ideogram (socha z nerezové oceli od amerického sochaře Jamese Rosatiho), Cloud Fortress (pyramidová socha od japonského umělce Masayuki Nagare) nebo menší fontána World Trade Center Bombing Memorial na památku nevinným celkem šesti obětem, které zahynuly při prvním teroristickém útoku z roku 1993. Náměstím také prostupovala hudba v pozadí, která vycházela z instalovaných reproduktorů.
Po mnoho let bylo náměstí často sužováno prudkým větrem na úrovni země kvůli Venturiho efektu mezi oběma věžemi. Některé poryvy byly tak silné, že musela být instalována pomocná lana, která nahrazovala zábradlí, aby se mohli chodci bezpečně pohybovat. Dne 9. června 1999 bylo venkovní náměstí znovu otevřeno poté, co prošlo rekonstrukcí za 12 milionů dolarů. Ta zahrnovala výměnu mramorové dlažby za šedé a růžové žulové kameny, přidání nových laviček, květináčů, nových restaurací s venkovním posezením a stánků s občerstvením. Renovace (jakož i navýšený počet dekorací a jiných konstrukcí) měla mj. pomoci tomu, že již Venturiho efekt nebude tak výrazný.

### ObservatořTop of the World

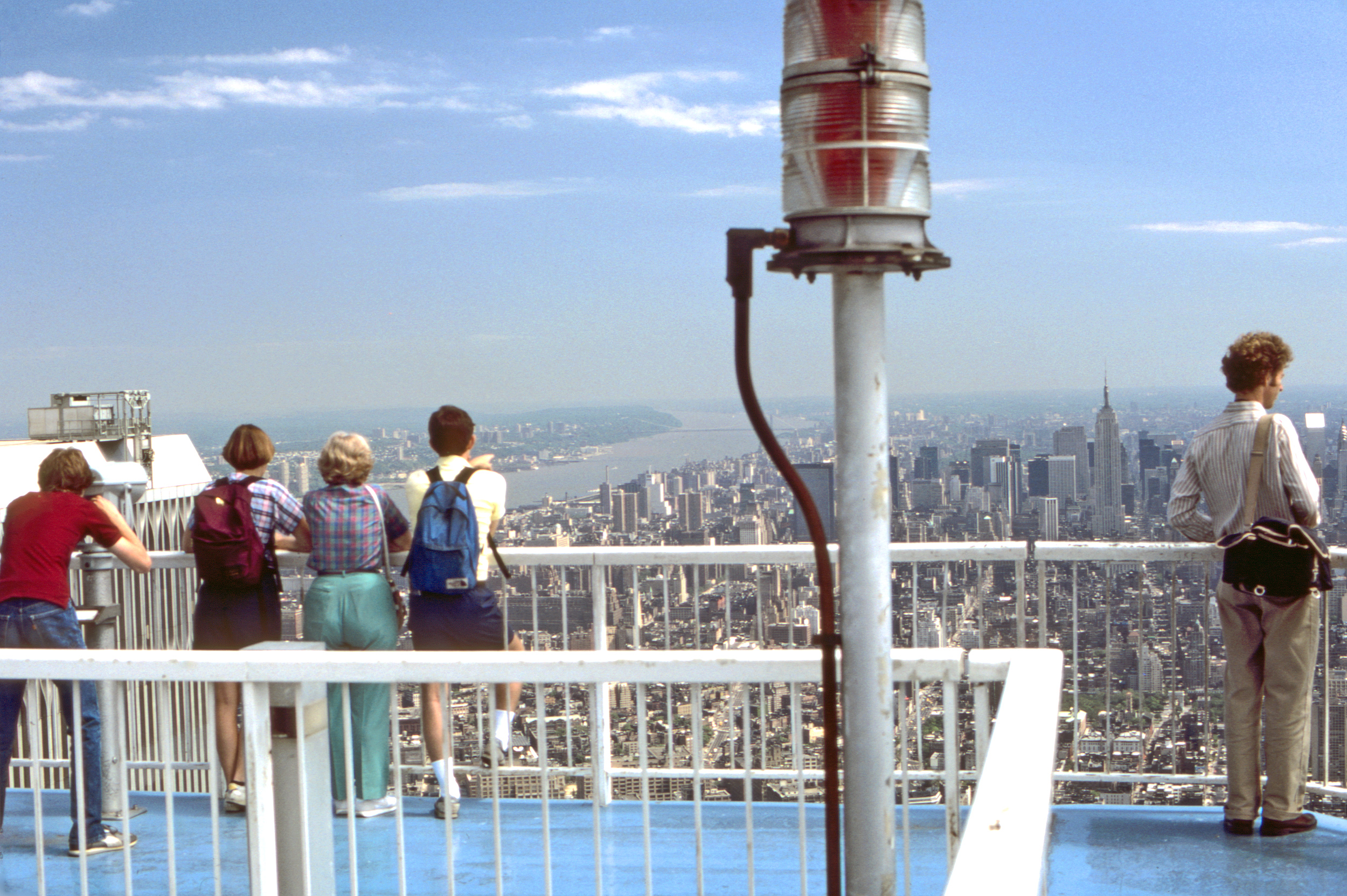
Návštěvníci na vyhlídkové plošině na střeše Jižní věže při pohledu na sever k centru Manhattanu v roce 1984

Ačkoli většina prostor v komplexu Světového obchodního centra byla veřejnosti nepřístupná, v Jižní věži se na 107. patře nacházela veřejná vyhlídková promenáda nazvaná Top of the World („Na vrcholu světa“) a k tomu vyhlídková plošina pod širým nebem přímo na střeše. Vyhlídkový ochoz byl v provozu od prosince 1975 a otevřen od 9:30 do 23:30 (červen–srpen), nebo od 9:30 do 21:30 (září–květen). Po úhradě vstupného museli návštěvníci projít bezpečnostní kontrolou, která byla přidána po bombovém útoku na Světové obchodní centrum v roce 1993. Poté byli speciálním expresním výtahem vysláni do 107. patra vnitřní observatoře ve výšce 400 m. Zde byly vnější sloupy zúženy tak, aby mezi nimi byla šířka oken 71 cm (oproti běžným kancelářským oknům o šířce 46 cm). V roce 1995 pronajal Přístavní úřad provoz observatoře společnosti Ogden Entertainment, která se ji rozhodla renovovat. Dne 30. dubna 1997 byla nově nazvaná Top of the World a přidáno několik atrakcí: 24 videomonitorů, které poskytovaly popis 44 zajímavých míst v šesti jazycích, kino, kde se promítal film simulované prohlídky města z vrtulníku, plastikový model Manhattanu se 750 budovami a dva obchody se suvenýry.

Za příznivého počasí mohli návštěvníci vyjet po dvou eskalátorech ze 107. patra na venkovní plošinu ve výšce 420 m. Za jasného počasí mohli návštěvníci dohlédnout až na vzdálenost 80 km. Přímo na střeše byl umístěn plot proti sebevrahům, ale vyhlídková plošina byla odsunuta a vyvýšena nad něj, takže mohla nést pouze obyčejné zábradlí. Tím zůstal výhled nerušený, na rozdíl od vyhlídkové plošiny na Empire State Building.

### RestauraceWindows on the World
Restaurace Windows on the World („Okna do světa“) na 106. a 107. patře Severní věže byla otevřena v dubnu 1976. O její realizaci se postaral restauratér Joe Baum a stála více než 17 milionů dolarů. Kromě hlavní restaurace se v horní části Severní věže nacházela i další menší občerstvení jako Hors d'Oeuvrerie (dánská kuchyně a suši) a Cellar in the Sky (malá vinárna). Windows on the World měla také program vinařské školy, který vedl Kevin Zraly.

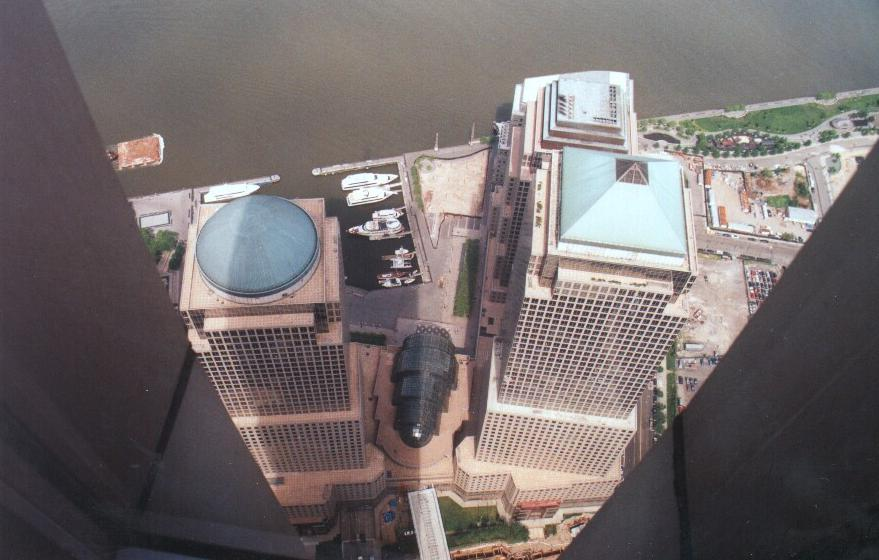
Výhled z restaurace na komplex kancelářských budov Brookfield Place

Po bombovém útoku na Světové obchodní centrum v roce 1993 musela být restaurace Windows on the World uzavřena. Výbuch poškodil přijímací prostory, skladovací prostory a parkovací místa využívaná restauračním komplexem. Dne 12. května 1994 získala smlouvu na provozování restaurací společnost Joseph Baum & Michael Whiteman Company poté, co se předchozí provozovatel, společnost Inhilco (dnes Hilton Worldwide Holdings), vzdal pronájmu. Věhlasná restaurace byla znovu otevřena 26. června 1996. V roce 1999 se vinárna Cellar in the Sky změnila na americký steakhouse, který nesl název Wild Blue. V roce 2000 (poslední celý rok provozu) restaurace Windows on the World vykázala tržby ve výši 37 milionů dolarů, což z ní učinilo nejvýnosnější restauraci ve Spojených státech amerických.
Kantýna Skydive na 44. patře Severní věže určená pouze pro zaměstnance kanceláří nabízela 180 míst k sezení a spadala pod vedení Windows on the World.

## Útoky na Světové obchodní centrum

### Bombový útok na Světové obchodní centrum v roce 1993
Již v roce 1993, 26. února byl na Dvojčata podniknut atentát. Islámští teroristé, z nichž šest bylo později odsouzeno k dlouholetým trestům vězení, v čele s Ramzi Yousefem a Mohamedem Salamehem, odpálili 680 kilogramovou improvizovanou nálož z dodávky Ford Econoline v garážích pod Severní věží. Výbuch, ač způsobil 30m díru, statiku budovy vážněji nenarušil, protože útočníci dodávku s bombou zaparkovali několik metrů od původně plánovaného místa hned vedle jednoho z podpůrných sloupů. Výbuch zabil 6 lidí, 1042 dalším způsobil různě vážná poranění (zejména v důsledku chaosu a paniky). Značnou část budovy vyplnil dým a to si vynutilo úplnou evakuaci.

### Teroristické útoky 11. září 2001 a zkáza komplexu

Zasažené mrakodrapy (vlevo Jižní věž bezprostředně po nárazu letadla, vpravo Severní věž)

Dne 11. září 2001 unesli islamističtí teroristé letadlo společnosti American Airlines a narazili s ním do průčelí Severní věže v čase 8:46:40 mezi 93. a 99. patrem (let American Airlines 11). O 17 minut později, v čase 9:03:11, narazila druhá skupina teroristů s podobným typem letadla do nároží Jižní věže mezi 77. a 85. patrem (let United Airlines 175).

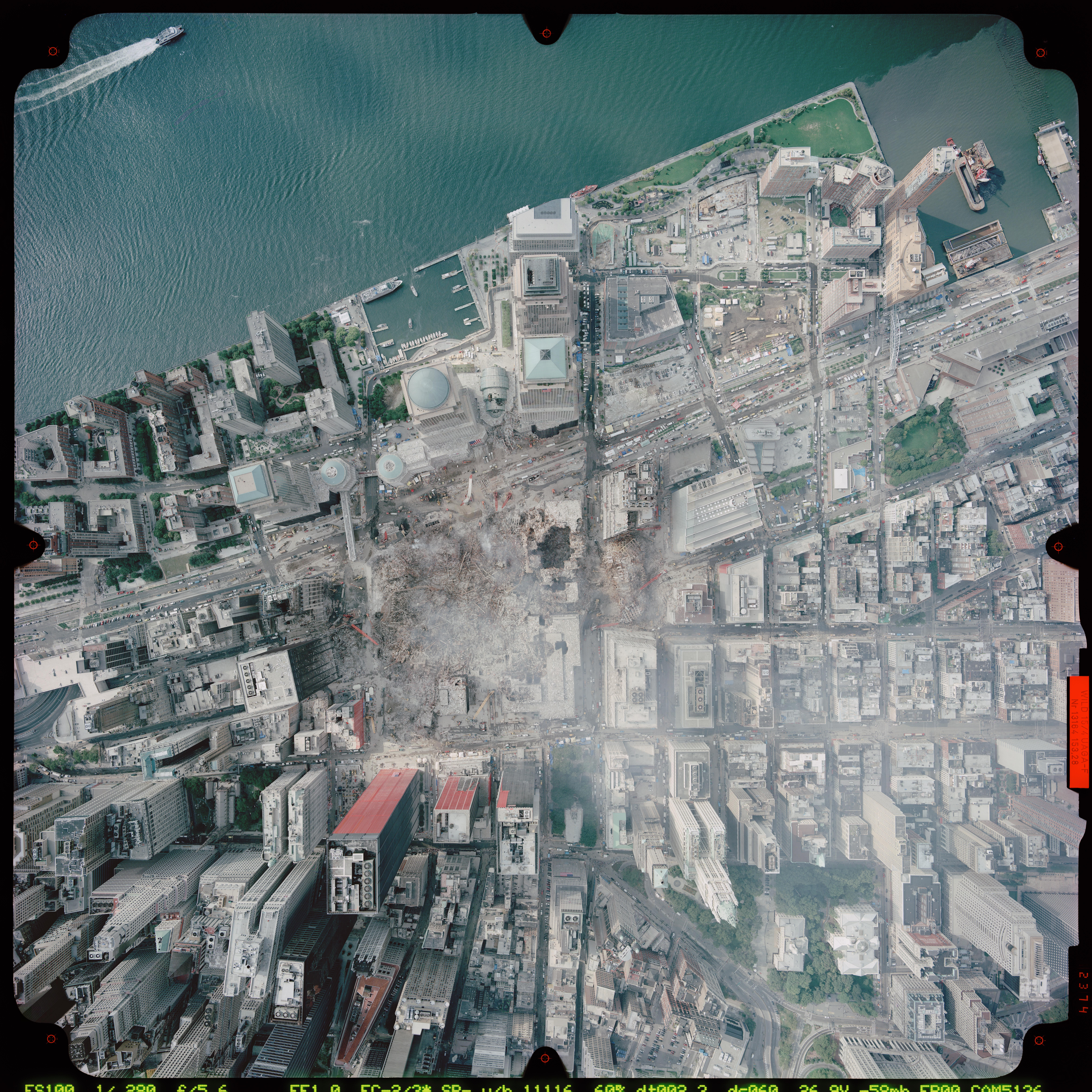
Pohled na zbořené Světové obchodní centrum z fotogrammetrické kamery Leica LH Systems RC30 (23. září 2001)

Teroristická organizace Al-Káida vedená Usámou bin Ládinem provedla útoky jako odvetu za některé aspekty americké zahraniční politiky, zejména za americkou podporu Izraele a přítomnost amerických vojáků v Saúdské Arábii. Poškození Severní věže způsobené letem 11 znemožnilo únik z prostoru nad zónou nárazu a uvěznilo 1 344 lidí. Let 175 zasáhl v porovnání s letem 11 spíše nároží budovy, díky čemuž jedno ze tří schodišť zůstalo neporušené, načež se celkem 18 lidem podařilo překonat poškozenou zónu a po tomto schodišti uniknout do bezpečí.
V čase 9:59 se Jižní věž po přibližně 56 minutách zřítila jako první. Severní věž se zhroutila v čase 10:28, 1 hodinu a 42 minut po nárazu. V obou případech v důsledku požáru, kvůli kterému selhaly ocelové konstrukční prvky oslabeny již nárazem letadla a následným výbuchem. V 17:21 hodin, v důsledku dopadu trosek při kolapsu Severní věže a nekontrolovaných požárů, se zřítila i poslední, sedmá budova Světového obchodního centra, WTC 7. Další, nižší budovy komplexu (WTC 3, WTC 4, WTC 5 a WTC 6) byly vážně poškozeny pádem hlavních tří mrakodrapů a proto během odklízecích prací následně strženy.

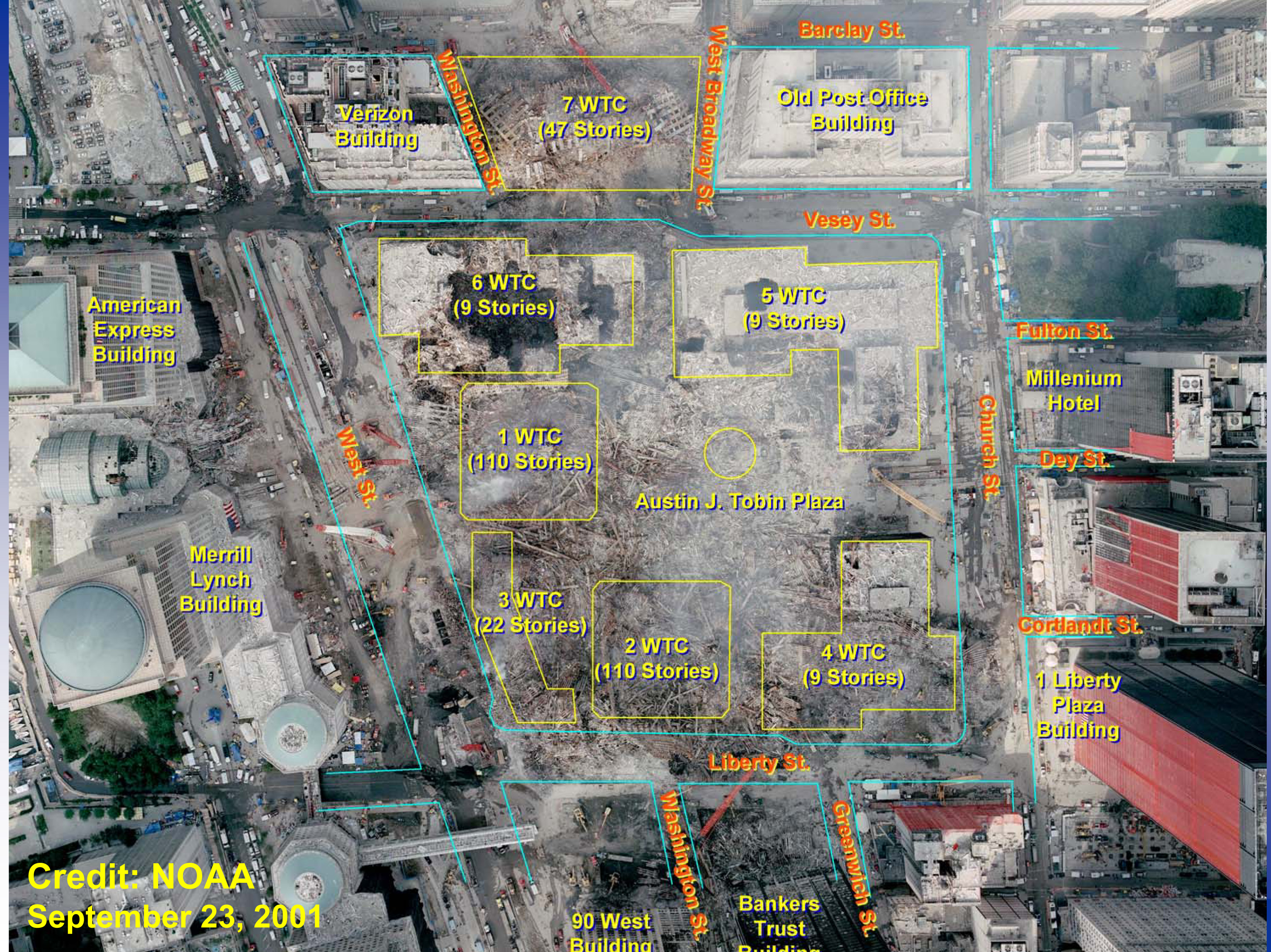
Bližší pohled na trosky budov (23. září 2001)

Bezprostředně po útocích se v médiích objevily zprávy, že mohly zahynout desítky tisíc lidí. První předpoklady totiž hovořily o tom, že ve Světovém obchodním centru mohlo být více než 50 000 lidí. Při vyšetřování však Národní institut standardů a technologie (NIST) odhadl, že v době útoků se ve věžích nacházelo přibližně „jen“ 17 400 osob, podle jiných odhadů 14 000–19 000. Na základě záznamu z turniketů se do 10:30 hod. ve věžích nacházelo typicky okolo 14 150 osob. Z Twin Towers se stihlo evakuovat zhruba 15 400 lidí (cca 87 %). V budově WTC 1 uvízlo a zahynulo celkem asi 1355 osob, v horních patrech budovy Jižní věže 619 osob. Nakonec bylo v souvislosti s útoky z 11. září 2001 vystaveno 2 753 úmrtních listů (nepočítaje únosce).
Ve Světovém obchodním centru a blízkém okolí zahynulo 2 192 civilistů, z toho 658 zaměstnanců společnosti Cantor Fitzgerald, L.P. (101. až 105. patro ve WTC 1), 295 zaměstnanců společnosti Marsh & McLennan Companies, Inc. (sídlící pod Cantor Fitzgerald na 93. až 101. patře, tedy v místě dopadu letu 11) a 175 zaměstnanců společnosti Aon Corporation.
Kromě civilních obětí bylo zabito také 414 příslušníků záchranného sboru: z toho 343 hasičů newyorského hasičského sboru (FDNY), včetně 2 záchranářů FDNY a 1 kaplana FDNY, a 71 příslušníků pořádkových sil včetně 37 příslušníků policejního sboru Port Authority Police Department (PAPD) a 23 příslušníků newyorské policie (NYPD). Při útocích zemřelo také 8 záchranářů ze soukromých agentur. Deset let po útocích byly identifikovány ostatky 1 629 obětí, k roku 2015 již 1 637. K roku 2021 nebylo identifikováno stále více než 1 000 obětí (k září 2021 přesně asi 1 106 obětí). Po pádu věží bylo z trosek vytaženo pouze 20 přeživších.

## Ostatní události spojené s WTC
Na pozemku Světového obchodního centra došlo mj. k 19 vraždám, narodilo se 17 dětí, po fasádě Dvojčat vyšplhalo 12 lidí, tři lidé seskočili padákem ze střechy věží a jeden muž se bez jištění prošel po provaze mezi oběma mrakodrapy. Některé příklady a další události jsou podrobněji rozepsány níže.

### Philippe Petit, 1974

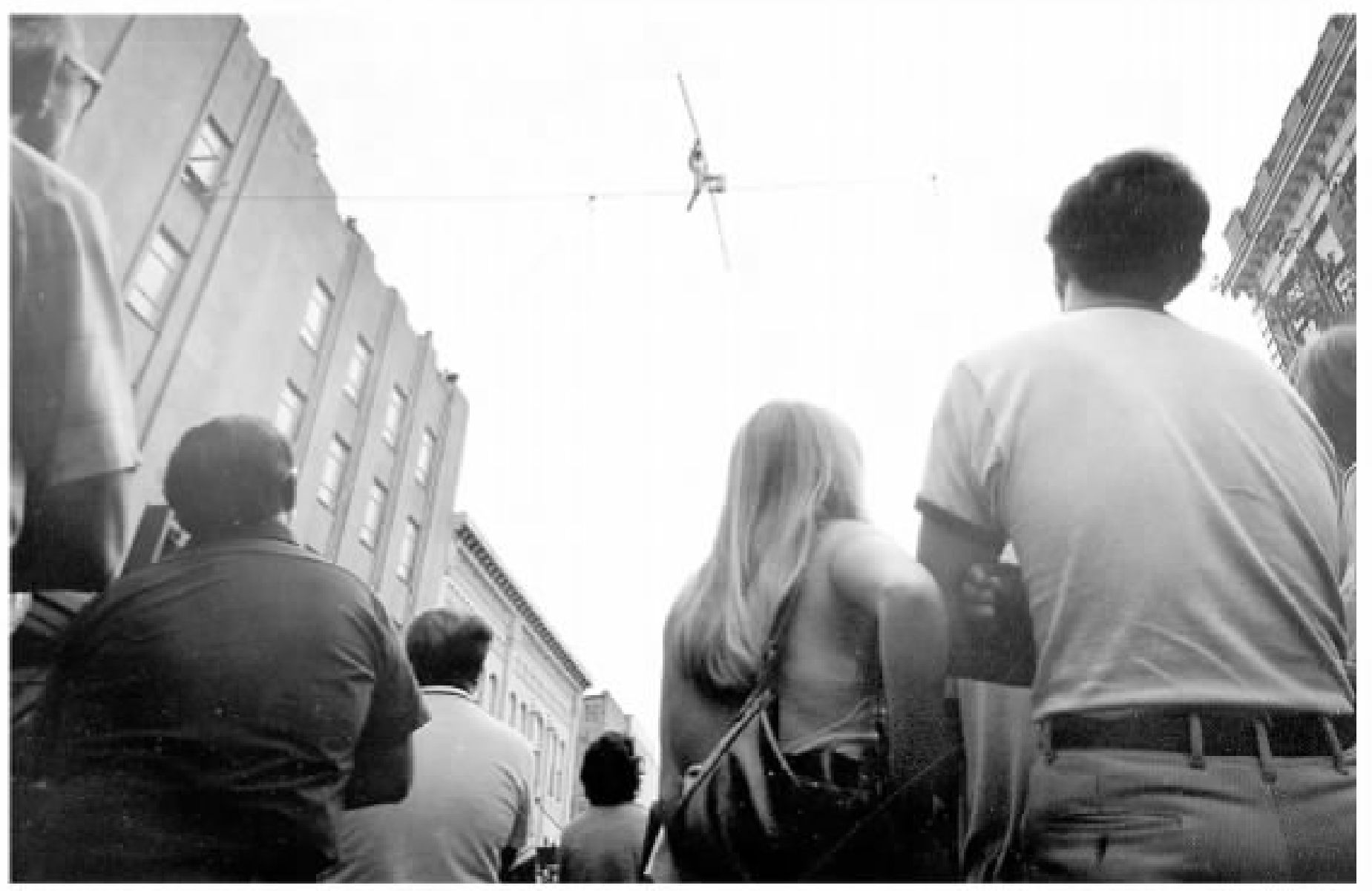
Provazochodec Philippe Petit při představení v Allentownu v roce 1974

Dne 7. srpna 1974 způsobil senzaci francouzský provazochodec Philippe Petit, když nad ránem toho dne v průběhu 45 minut osmkrát přešel po provaze nataženém mezi budovami Dvojčat ve výšce ~415 m. Petitovi se (se skupinou několika spřízněných mladých lidí) povedlo předešlý den propašovat na vrchol obou budov vybavení a během noci ukotvit mezi budovami hlavní lano, včetně dvou kotvících provazů. K tomu, aby jej dostali na druhou stranu, použili šíp, který měl na konci připevněný rybářský vlasec; na něm pak byl připevněn slabší provázek a za ním teprve hlavní lano o hmotnosti 200 kg. Pro udržení rovnováhy si nechal na zakázku vyrobit balanční tyč o délce 9,1 m a hmotnosti 25 kg. Samotné přípravy trvaly několik let. Po výkonu byl zatčen policií a obviněn za neoprávněné vniknutí a odpor při zatýkání. Petit byl zprvu obviněn z trestného činu a výtržnictví, ale nedlouho poté zproštěn viny výměnou za vystoupení pro děti v Central Parku.
O tomto počinu pojednává dokument Muž na laně z roku 2008. Natočen byl i stejnojmenný životopisný film z roku 2015.

### Požár v roce 1975
Dne 13. února 1975 v 11. patře Severní věže jeden nespokojený zaměstnanec úmyslně založil požár, který se rychle šířil komunikačními šachtami (servisním jádrem) a nakonec zasáhl 9. až 14. podlaží (nebo možná až 19. podlaží), přičemž většinu zmíněných pater poškodil výhradně jen dým a také voda při hašení. Požár zuřil celkem asi tři hodiny, než se jej podařilo celý zlikvidovat. Nedošlo k žádným obětem na životech, ale zraněno bylo asi 64 osob, převážně zasahující hasiči, kteří se nadýchali kouře. Protipožární postřik ochránil ocel a nedošlo k žádnému poškození na konstrukci, i přesto se škody vyšplhaly až na jeden milion amerických dolarů.
V té době ještě Světové obchodní centrum nemělo protipožární sprinklerové systémy, neboť nebyly vyžadovány. Nakonec však Přístavní úřad dne 12. března 1981 zveřejnil plán na instalaci sprinklerů v celém Světovém obchodním centru v hodnotě 45 milionů amerických dolarů. Jejich montáž byla zdlouhavá, téměř hotová v roce 1993, ale zcela kompletní až v roce 2000.

### Owen Quinn a seskok z věže, 1975
Dne 22. července 1975 Owen J. Quinn, dělník podílející se na stavbě WTC, provedl seskok neboli BASE jumb ze střechy Severní věže, z budovy vysoké 417 m. Dopadl bezpečně na zem, kde byl následně zatčen policií.

### George Willig a výstup po fasádě věže, 1977
Dne 26. května 1977 se sedmadvacetiletý George Willig dostal po vnější fasádě Jižní věže, vysoké 415 m, z přízemí až na střechu pomocí svislých ocelových drážek fasádního mycího systému, kvůli kterým si předně upravil svou horolezeckou výstroj. Výstup mu trval celkem 3,5 hodiny. Pár metrů před cílem ho již jistili policisté, s jejichž pomocí se mu nakonec podařilo vyšplhat až na střechu. Willig dostal za svůj hazardní čin symbolickou pokutu 1,10 USD – 1 cent za podlahu (tj. za 110 pater). Tisk mu vynesl přezdívku „lidská moucha“.

### Zabránění střetu s letadlem, 1981
Dne 20. února 1981 řídící letového provozu navigoval letadlo společnosti Aerolíneas Argentinas poté, co radar signalizoval, že letí nebezpečně nízko a hrozí srážka se Severní věží WTC. Letadlo, které odlétalo z mezinárodního letiště José Joaquín de Olmedo v ekvádorském Guayaquilu a mělo přistát na nedalekém letišti JFK, letělo v mnohem nižší výšce, než doporučovaly předpisy.

### Dan Goodwin a výstup po fasádě věže, 1983
Dne 30. května 1983 se podařilo americkému horolezci Danielu (Danu) Goodwinovi, jehož vzorem se stal George Willig, vylézt po vnější straně Severní věže až na vrchol, čímž chtěl upozornit na omezenou až nemožnou záchranu lidí případně uvězněných ve vyšších patrech mrakodrapů. Po výstupu byl následně zatčen.
Po propuštění z vazby Goodwin prohlásil: „Pamatujte si moje slova. Přijde den, kdy se teroristé zaměří na naše vysoké mrakodrapy, a až ten den přijde, tisíce lidí zbytečně zemře, protože nebudeme připraveni je zachránit.“ K něčemu takovému nakonec skutečně došlo, a sice o 18 let později, dne 11. září.

### John Vincent a seskok z věže, 1991
Dne 9. května 1991 vyděšení návštěvníci na střešní vyhlídkové promenádě Jižní věže sledovali, jak třiadvacetiletý John Vincent poměrně snadno překonal bezpečnostní plot a dostal se až k okraji střechy, odkud seskočil padákem dolů. Bezpečně přistál na trávě nedaleko Světového obchodního centra po kaskadérském kousku známém jako BASE jump. Po dopadu na zem naskočil do zaparkovaného auta (zřejmě jeho komplice) a zmizel v provozu na Manhattanu. Později, v roce 1995, se tomuto hazardnímu kousku věnovala americká televizní talk show moderovaná Philem Donahueem (The Phil Donahue Show), které se Vincent coby host zúčastnil.

### Mistrovství světa v šachu v roce 1995
Mistrovství světa v klasickém šachu v roce 1995, tehdy známé jako PCA World Chess Championship 1995, se konalo od 10. září do 16. října na 107. patře Jižní věže Světového obchodního centra. Utkali se Garri Kasparov, obhájce titulu, a Višvanáthan Ánand, vyzyvatel, kteří odehráli zápas na dvacet partií. Kasparov zvítězil po osmnácti partiích s bilancí čtyř výher, jedné prohry a třinácti remíz.

### Bankovní loupež, 1998
Ve středu 14. ledna 1998 kolem půl deváté ráno přijela ke Světovému obchodnímu centru dodávka společnosti Brink's a začala vykládat několik pytlů s penězi. Herec a drobný kriminálník Ralph Guarino, člen mafie s vazbami na zločineckou rodinu DeCavalcante, získal přístup k údržbě Světového obchodního centra a zorganizoval tříčlennou skupinu mužů pro loupež, při níž z dodávky určené do 11. patra Severní věže společně ukradli 1,6 milionů dolarů.

## Makety Světového obchodního centra
Veřejné, více či méně věrohodné modely Světového obchodního centra, výhradně Dvojčat, lze nalézt v zábavních parcích v Polsku, Číně a Japonsku. Kupříkladu v zábavním parku Tobu World Square stojí makety věží v dechberoucím měřítku 1:25 (jsou jen 25krát menší, než byly skutečné stavby; tyčí se tedy do výšky přes16 metrů) doplněné o umělou zeleň, dopravní prostředky nebo plastikové makety lidí v odpovídajícím měřítku (viz galerie).

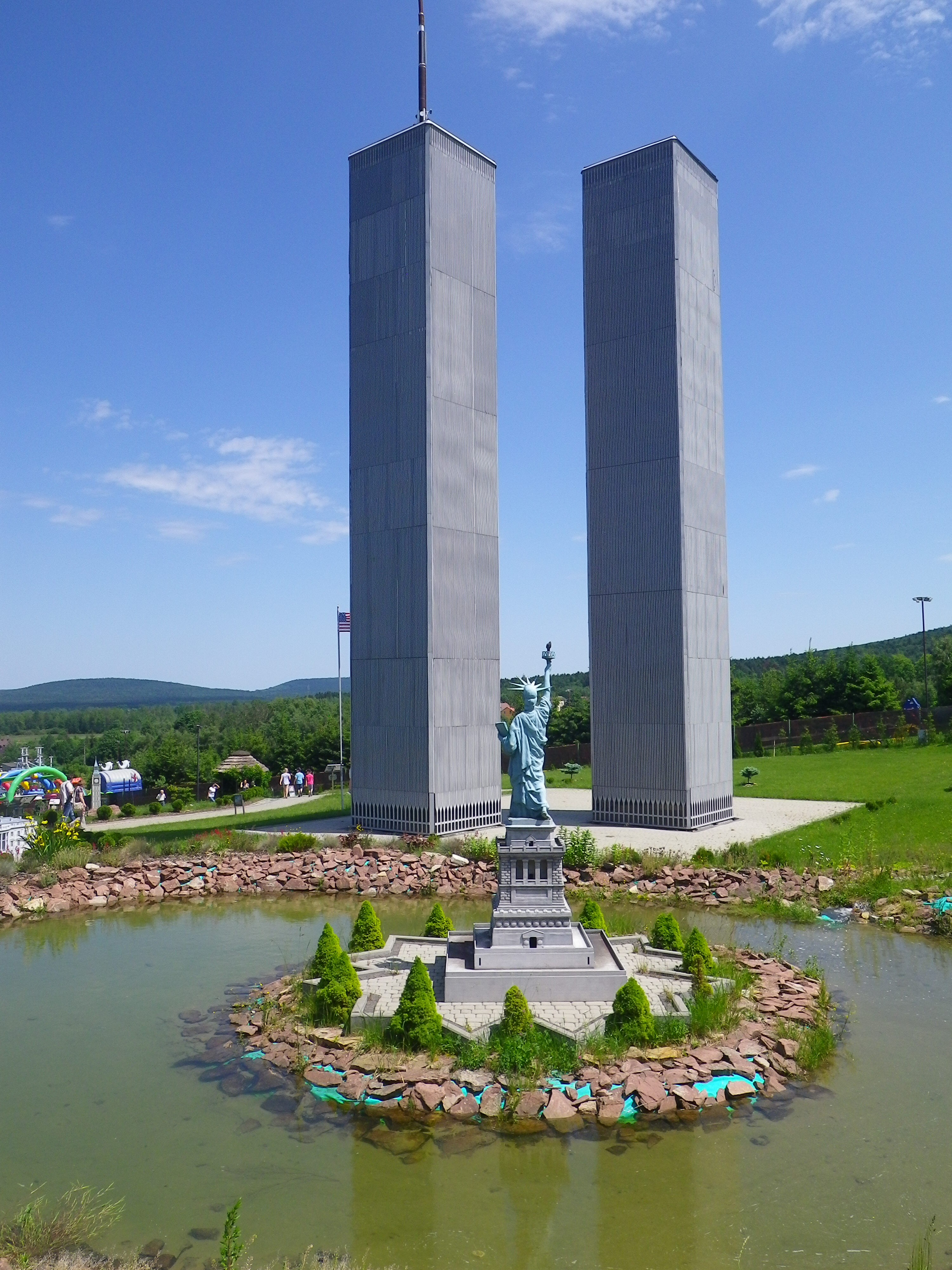
Sabat Krajno Park Rozrywki i Miniatur, Krajno-Zagórze, Polsko
Window of the World, Šen-čen, Čína
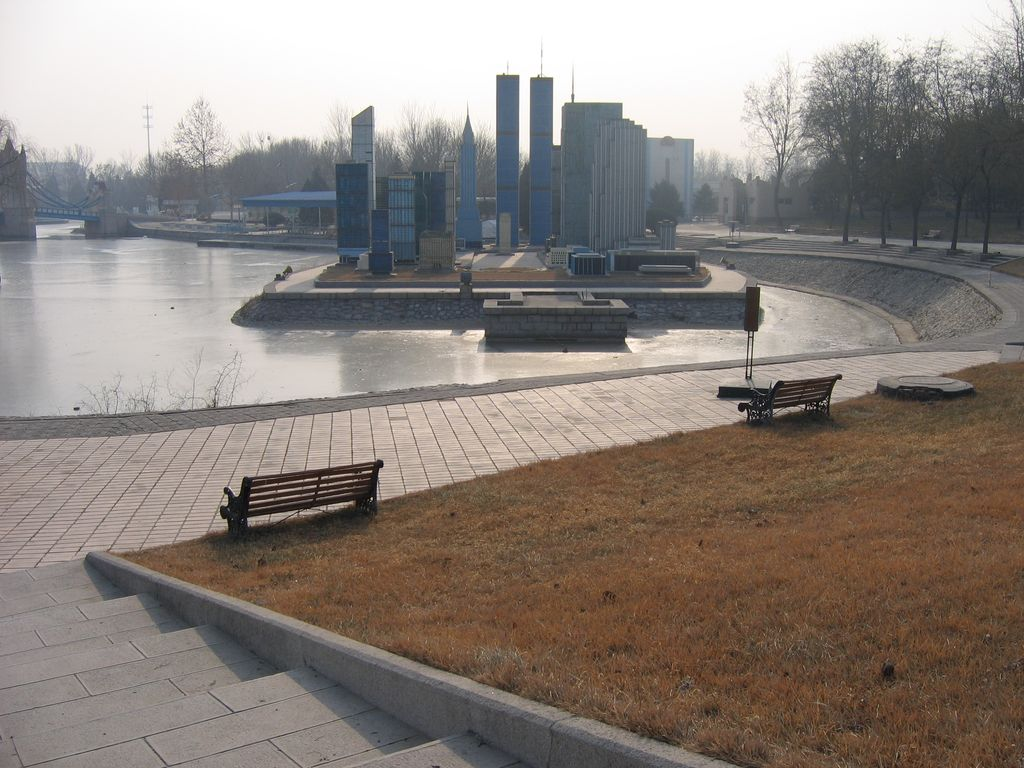
Beijing World Park, Peking, Čína
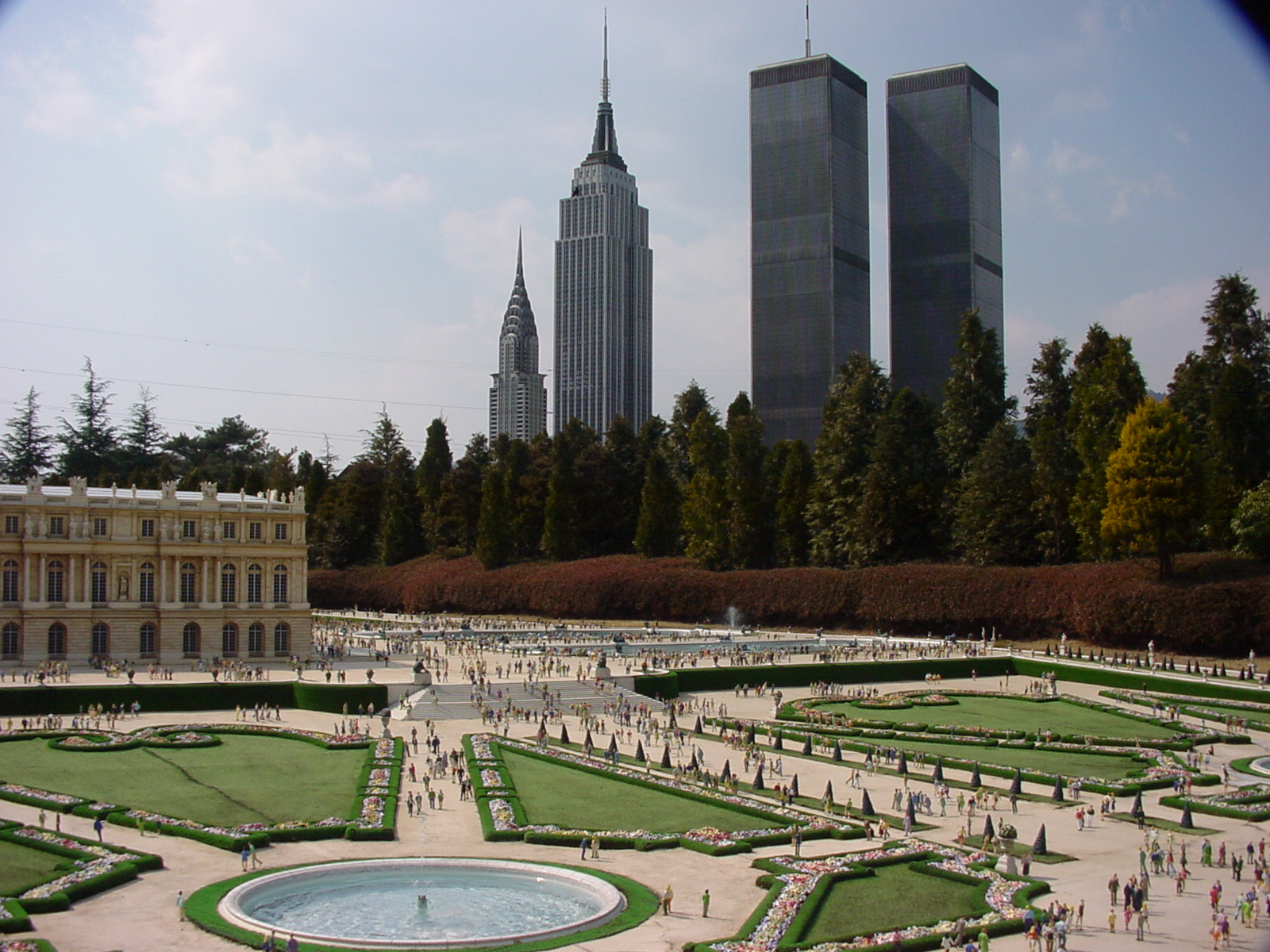
Tobu World Square, Nikkó, Japonsko

## Nástupce zničeného komplexu budov

Plán výstavby na Ground zero

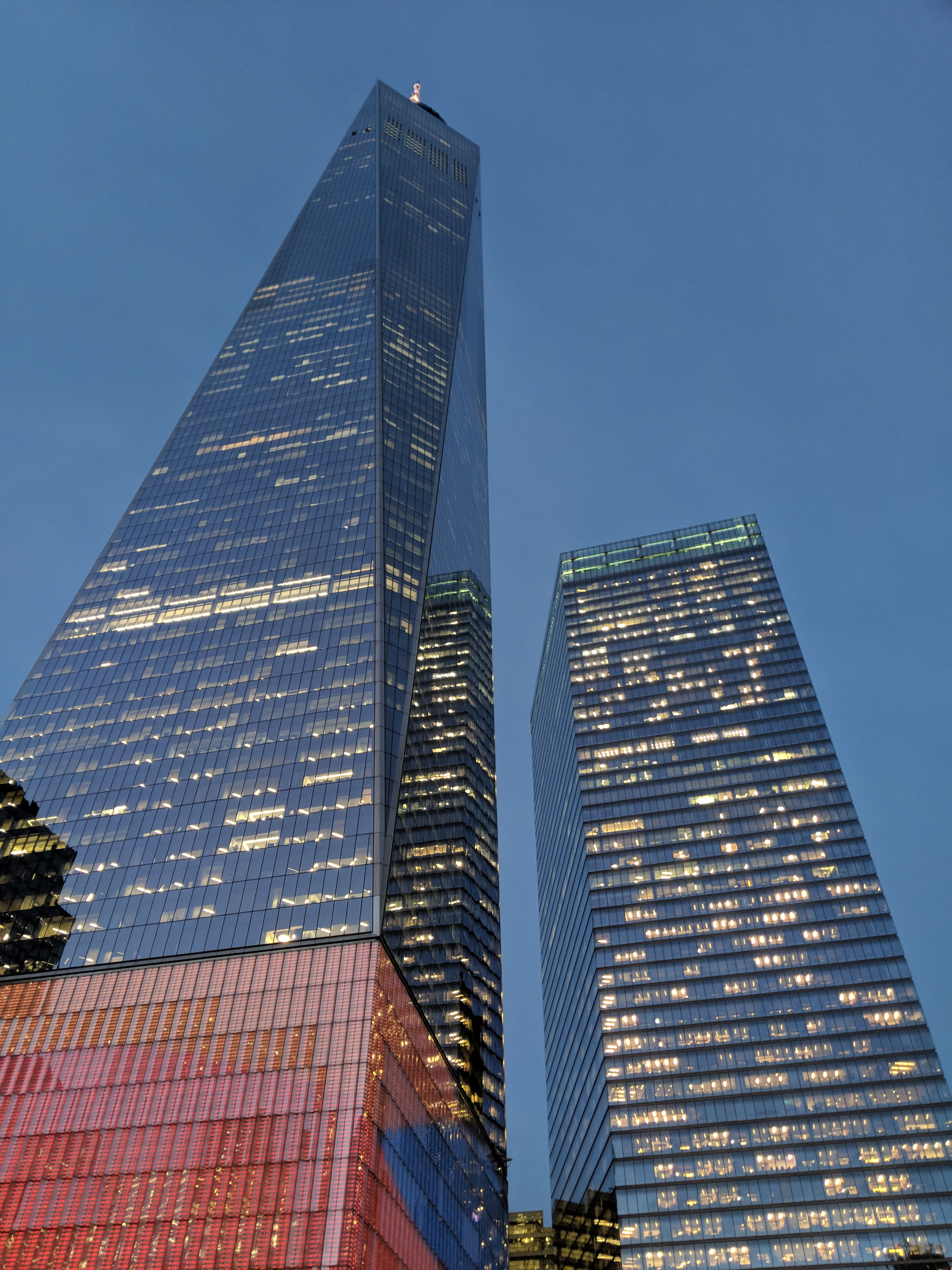
1 World Trade Center a 7 World Trade Center, výškové budovy komplexu při setmění

V únoru 2003 společnost Lower Manhattan Development Corporation, kterou pověřil guvernér státu New York George E. Pataki, aby vedla práce na místě zničených mrakodrapů známé jako „Ground zero“ a koordinovala úsilí vrátit život do oblasti Světového obchodního centra, rozhodla, že zničený komplex nahradí dílo architekta Daniela Libeskinda. Ten vyhrál nákladnou soutěž projektů, které by měly zřícené budovy nahradit.

### Charakteristika nové výstavby

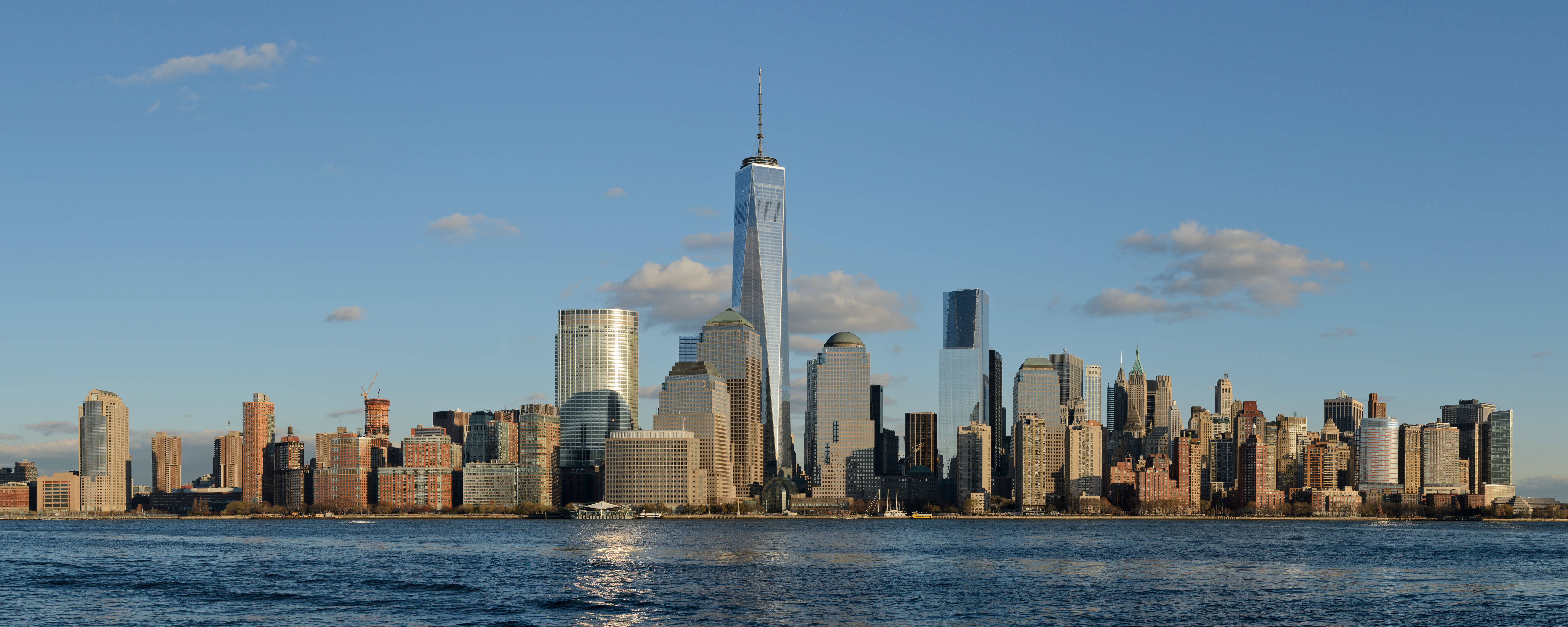
Mrakodrap One World Trade Center (uprostřed). Ikonická budova nového komplexu a zároveň nová dominanta New Yorku

World Trade Center 1: Daniel Libeskind navrhl, aby se na velké ploše Ground zero (více než 60 tisíc m²) postavil vedle kulturního centra, velkého památníku a visuté zahrady[zdroj?] ikonický mrakodrap vysoký 1776 stop, což je 541,3 metrů. Jeho výška je odkazem na rok 1776 – vyhlášení nezávislosti. Za konečnou již realizovanou podobou budovy však může David Childs, který výrazně pozměnil design i konstrukci mrakodrapu. Budova byla slavnostně otevřena 3. listopadu 2014. V současnosti se jedná o nejvyšší budovu ve Spojených státech, když kvůli instalovanému stožáru, který je pevnou součástí mrakodrapu (541 m), překonala Willis Tower v Chicagu (442 m), jehož antény se k architektonické výšce nepočítají. Při projektování se věži přezdívalo Freedom Tower (Věž svobody).
V červenci 2003 byl povolán za hlavního architekta David Childs, přičemž Libeskind zůstal pověřený projektováním všeobecně nadále. Výsledek jejich společné práce se veřejnosti představil v prosinci 2003. Náklady odhadli na 1,5 miliardy amerických dolarů. Nakonec se plánovalo až do roku 2006 a podoba celého komplexu i samotných staveb se během toho několikrát změnila. Mnohem vyšší byly také náklady na výstavbu.
World Trade Center 2: (také 200 Greenwich Street) bude další budova světového obchodního centra navržená architektem Normanem Fosterem (Foster and Partners). Tato 78podlažní, 403m budova bude po World Trade Center 1 druhou nejvyšší budovou komplexu. Střecha této stavby bude šikmé zrcadlo ze kterého se v dopoledních hodinách budou odrážet sluneční paprsky směrem do Memorial parku. Konstrukce budovy započala v roce 2006, dokončená by měla být v roce 2024.
World Trade Center 3: (také 175 Greenwich Street) stavba budovy započala v roce 2010, obnovena byla v roce 2014 a dokončena byla v roce 2018. Mrakodrap byl navržen architektem Richardem Rogersem (Richard Rogers Partnership). Má 80. podlaží, vysoký je 329 metrů a jde v pořadí o třetí největší budovu WTC.
World Trade Center 4: (také 150 Greenwich Street) konstrukce budovy započala v roce 2008. Věž navržena architektem Fumihikem Makim (Maki and Associates) byla dokončena v listopadu 2013. Tyčí se do výše 298 metrů.
World Trade Center 5: (také 130 Liberty Street) je plánovaný mrakodrap, který se začal stavět v září 2011, na místě rozebrané budovy německé banky. Plánovaná výška stavby byla 226 metrů (případně 270 m), ale Přístavní správa (PANYNJ) později ustoupila od plánu stavět další mrakodrap a v roce 2014 se z pozemku dočasně stalo parkoviště pro policejní vozy. Od roku 2018 však opět vznikají plány na budovu, ale ani dnes (k březnu 2020) není stále jasno, jak přesně bude vypadat a kde přesně bude stát. 
World Trade Center 7: první dokončená budova v roce 2006. Tento 52. podlažní (226,5 m) objekt byl navržen architektem Davidem Childsem.

### Památník obětí

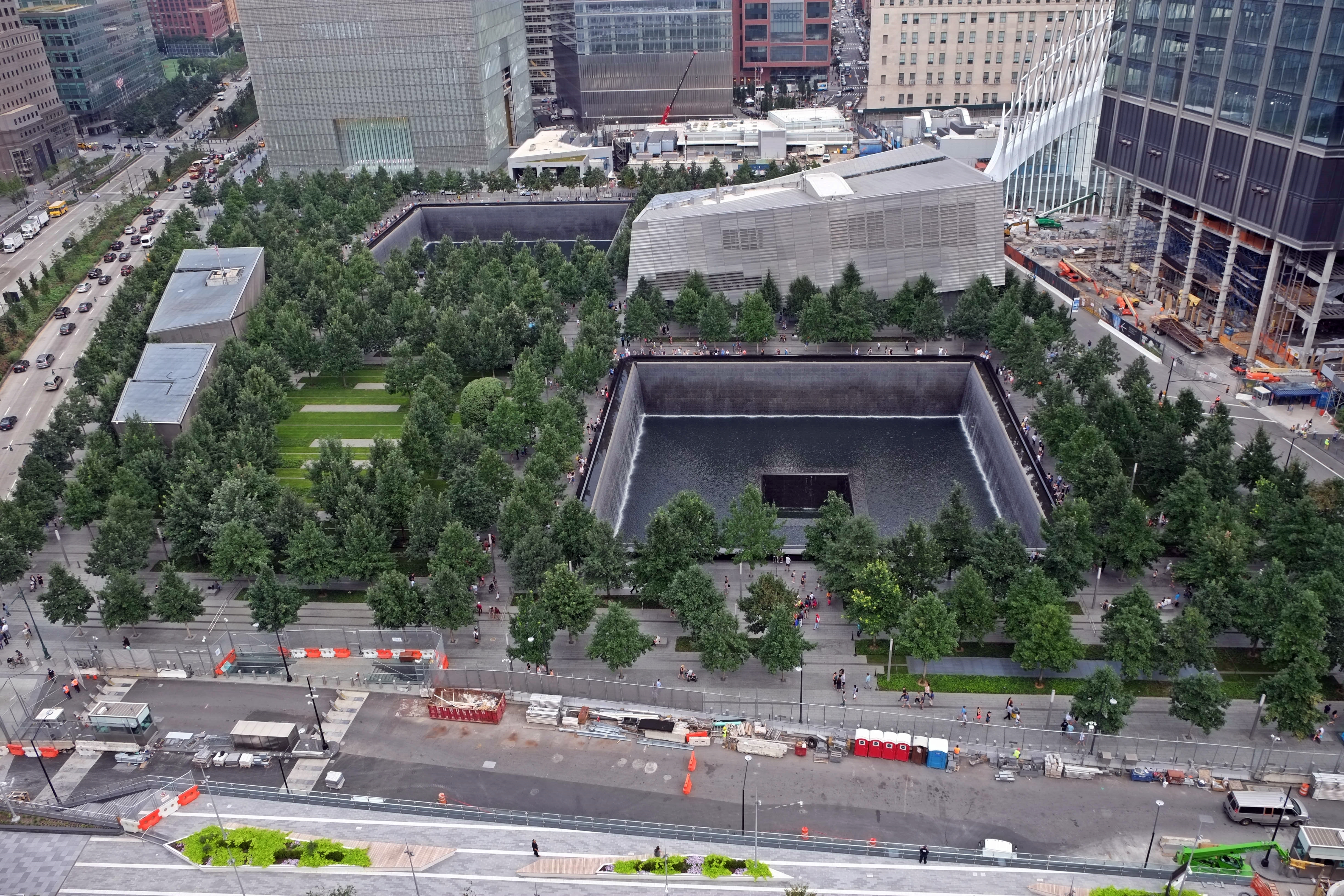
Nádrže čtvercového tvaru, jejichž rozměry jsou shodné s půdorysem původních dvojčat. V pozadí mrakodrap One World Trade Center

Na místě původních mrakodrapů vznikl dle návrhu Michaela Arada a Petera Volkera památník a muzeum. Skládá se ze dvou nepříliš hlubokých nádrží přesně na místech, kde stály věže WTC. V těchto nádržích, obklopených listnatými stromy, jsou po vnitřních stranách instalovaná jména všech obětí z 11. září 2001 a také šest obětí teroristického útoku na WTC z 26. února 1993. Do soutěže se zapojilo více než 5 000 projektů. Památník byl otevřen 11. září 2011.